# Lady Roxana ou l'Heureuse Catin
Vous lisez un « article de qualité » labellisé en 2015.
Publié en 1724, Lady Roxana ou l'Heureuse Catin (également appelé Lady Roxana ou l'Heureuse Maîtresse) est le dernier roman de Daniel Defoe, le deuxième dont le narrateur est une femme qui écrit l'histoire de sa vie. Deux années plus tôt, Moll Flanders racontait les aventures d'une orpheline qui refuse que sa condition sociale l'oblige à n'être qu'une servante alors qu'elle veut devenir une grande dame, ce qui la conduit, après le mensonge, la prostitution, le vol, la prison et la déportation, à la richesse et la respectabilité. Sa mise en cause de la société qui, par l'incurie de l'organisation politique, l'a poussée à la délinquance, est partagée par Roxana qui regrette elle aussi que les femmes aient si peu de latitude pour gérer leur vie. Abandonnée par son mari qui a dilapidé sa fortune et la laisse seule avec cinq enfants, elle n'a d'autre solution que de se séparer d'eux et de devenir la maîtresse d'un homme riche, puis d'un prince étranger. Grâce aux dons de ses amants, elle accumule une vaste fortune et revient en femme d'affaires, refusant tout mari, se conduisant comme nulle autre femme à son époque. Le pouvoir que confère l'argent l'enivre et plus rien ne la retient.
Le roman est une réflexion sur les dangers d'une ambition effrénée et les conflits entre cette ambition et les lois civiles et morales. C'est aussi un manifeste féministe, car il exalte la liberté d'une femme jusqu'à la licence. Cependant, Defoe prend garde de tempérer cette tendance en faisant de son héroïne une criminelle : en un ultime désir de respectabilité, Roxana épouse un titre de noblesse et rencontre peu après sa fille qui a été témoin de ses frasques passées. Alors, afin de ne pas voir son nouveau statut réduit à néant, elle laisse sans vergogne ni remords son alter ego Amy la supprimer.
Roxana, bien que longtemps négligé, est aujourd'hui apprécié pour sa complexité psychologique et morale, tout à fait nouvelle dans une production romanesque encore à ses débuts, et Virginia Woolf le compte même, avec Moll Flanders, parmi les grands romans de la littérature anglaise.

## Présentation

### Le titre
Le titre anglais complet, rappelant que Roxana est née en France, est The Fortunate Mistress, Or, A History of the Life and Vast Variety of Fortunes of Mademoiselle de Beleau, Afterwards Call'd the Countess of Wintselsheim, in Germany, Being the Person known by the Name of Lady Roxana, in the Time of King Charles II, que Saint-Heraye a traduit littéralement dans l'édition française de 1885 par L’Heureuse Maîtresse ou Histoire de la vie et de la grande diversité de fortunes de Mlle de Beleau, plus tard appelée comtesse de Wintselsheim, en Allemagne ; qui est la personne connue sous le nom de Lady Roxana, au temps du roi Charles II. Très vite en Angleterre, l'habitude a été prise d'abréger en Lady Roxana, voire Roxana tout court.
Les titres choisis par les nombreux traducteurs français diffèrent par leur longueur et le choix du mot adéquat pour bien rendre les connotations de Mistress, plus proche alors de « prostituée » ou « catin » que ne l'évoque le simple « maîtresse ». D'ailleurs, Roxana elle-même emploie constamment whore, voire harlot (« putain ») pour évoquer son statut, ce qui implique des amours monnayées. De même les termes fortunate et fortunes désigne la fortune au sens premier du terme, à savoir un destin chanceux plutôt que la richesse. Le choix du titre de l'article s'est donc porté plutôt sur la traduction de Henriette de Sarbois, Lady Roxana ou l'Heureuse Catin, publiée en 1949 et qui semble rendre toutes les implications de l'anglais,.

### Les personnages
Ils sont peu nombreux et leur identité reste dissimulée.
- Roxana, laissée seule avec ses enfants par son mari à vingt-deux ans, elle devient la maîtresse de son logeur et lui donne un héritier. À sa mort, elle change d'amant, choisissant un prince plus par vanité que par amour. Au cours des huit années qu'elle passe avec lui, elle a un autre enfant. Après cela, elle s'allie à de riches marchands qui la comblent de cadeaux somptueux, et à cinquante ans, elle abandonne sa vie de courtisane, se marie et devient une femme respectable.
- Mr ****, logeur et premier amant de Roxana, qui lui vient en aide lorsqu'elle se retrouve seule. Il désire ardemment avoir un enfant, mais comme Roxana n'est d'abord que peu encline à la maternité, il choisit sa bonne comme génitrice. Il est ensuite dévalisé et assassiné à Paris. Roxana hérite de tous ses biens.
- Le Prince de ****, deuxième amant de Roxana, qui la protège après la mort violente de son logeur, passe six années avec elle et lui offre de magnifiques présents. À la mort de son épouse, il se repent de sa mauvaise conduite et quitte sa maîtresse.
- Un marchand, qui gère la fortune de Roxana durant les années suivant sa séparation d'avec le prince. Elle lui donne un enfant au cours d'une brève relation. Plus tard, pour assurer à leur fils une légitimité officielle, les deux se marient et s'installent en Hollande.
- Amy, la fidèle bonne de Roxana, qui la sert sans rétribution tant qu'elle reste dans la pauvreté. Elle donne un enfant à Mr ****. Loyale jusqu'à la fin, elle est cependant renvoyée lorsqu'elle menace de tuer la fille légitime de sa maîtresse qui entend révéler le passé de sa mère.

### Résumé

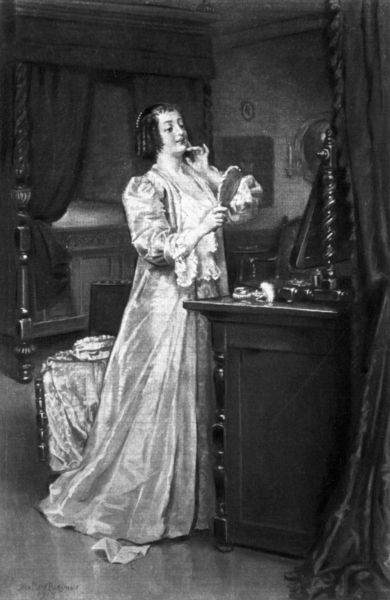
Roxana, frontispice, p. 244 Project Gutemberg : « J'étais riche, belle et pas encore vieille ».

Roxana est censé être l'autobiographie de la belle mademoiselle Beleau, fille de réfugiés protestants, élevée en Angleterre et mariée au fils d'un brasseur. Ce bon-à-rien dilapide ses biens et abandonne sa femme, alors âgée de vingt-deux ans, et ses cinq enfants. Pour survivre et nourrir sa famille, Roxana se tourne vers la prostitution et devient la maîtresse du propriétaire de la demeure où elle résidait avec son mari, puis se lie à de nombreux aristocrates et hommes d'affaires anglais, français et hollandais. Elle prend le nom de Roxana, donné comme par accident alors qu'elle exécute une danse audacieuse après son retour du continent en Angleterre, et devient une célèbre courtisane.
Tout au long de l'histoire, elle est suivie et servie par sa fidèle bonne, Amy, personne attachante, remarquable de vivacité et d'intelligence.
Après maintes aventures avec des hommes et des femmes qui, curieusement, s'avèrent plutôt honnêtes et n'essaient pas de tirer avantage de cette belle jeune femme abandonnée et en détresse, d'où le titre du roman, « l'Heureuse Catin », elle finit par épouser un marchand hollandais qui a longtemps été son amant et protecteur, dont elle a eu un fils, et le couple s'installe en Hollande en toute respectabilité. À la fin de l'histoire, le marchand découvre le passé sulfureux de sa femme et meurt peu après lui avoir légué une petite part de sa fortune.
Le dénouement de Roxana reste un sujet de controverse, le roman ayant été publié anonymement et subi plusieurs éditions douteuses. Alors que lors de la première parution en 1724, Defoe n'avait pas retenu cette version, toutes, y compris l'Oxford Companion to English Literature, font mourir Roxana dans le repentir.

## Accueil
Roxana a souvent été boudée par la critique qui lui reprochait, comme il est souvent fait lors de la parution de nouvelles œuvres, une structure maladroite, sinon informe. Le roman souffrait également de la comparaison avec Moll Flanders, paru en 1721, dont on l'accusait de n'être qu'un double. Ainsi, Robert Rathburn écrit que Roxane n'est qu'une « Moll Flanders de la haute »,. Le XIXe siècle est prolixe en accusations d'immoralité, cataloguant le livre parmi les biographies de putains, les catalogues d'amours illicites. Thackeray le déclare indigne de la table du salon. Walter Scott conseille aux lecteurs d'éviter ce genre d'ouvrages, « comme nous le ferions de personnes qui, quelque intéressantes sont-elles, ne présentent ni le caractère ni le comportement exactement appropriés à la bonne société »,. Walter Allen ne mentionne même pas le roman dans son ouvrage The English Novel et Arnold Kettle se contente d'une remarque dans le sien, Introduction to the English Novel.
C'est Maximillian E. Novak qui, en 1962, a sauvé Roxana de l'oubli par la publication successive de trois ouvrages ayant renouvelé la critique de Defoe, l'un consacré aux rapports entre l'économie et sa fiction, le deuxième à la nature humaine dans son œuvre, le troisième présentant une théorie de la fiction propre à l'auteur.
Il a entre autres montré que Roxana présente une complexité psychologique et morale unique en ces débuts du genre romanesque, et d'autres critiques lui ont emboîté le pas : Robert D. Hume souligne sa « cohésion essentielle », Ralph Jenkins « son art pensé, la clarté du jugement moral proposé et la validité de la conclusion » jugée jusqu'alors inappropriée.
Enfin, Virginia Woolf confère à Roxana ses dernières lettres de noblesse en le comptant « parmi les quelques romans anglais pouvant indiscutablement prétendre à la grandeur »,.

## Contexte littéraire

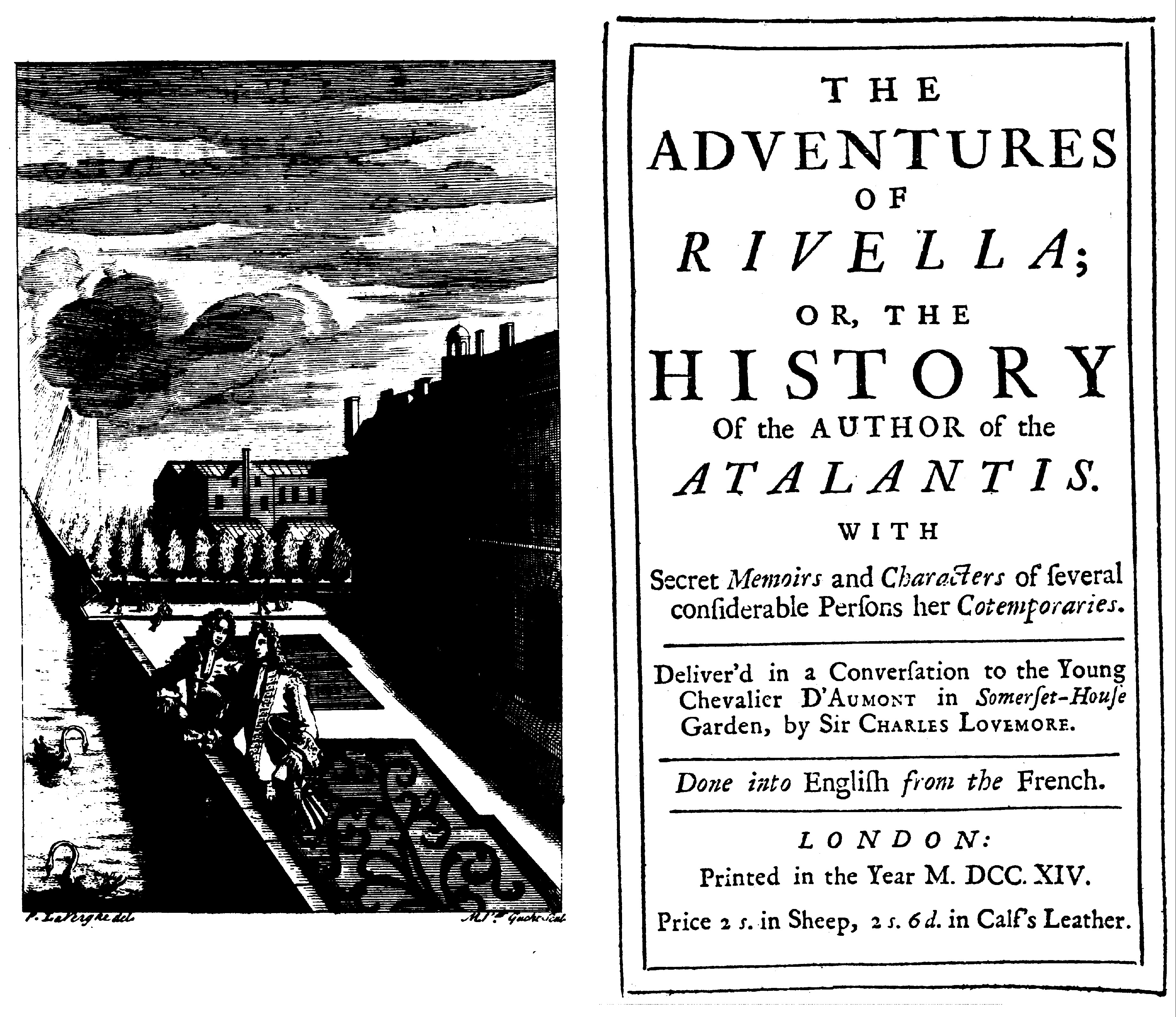
Page de titre de l'autobiographie à demi fictive de Mrs Manley.
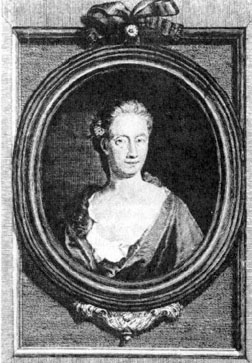
Mrs Haywood.
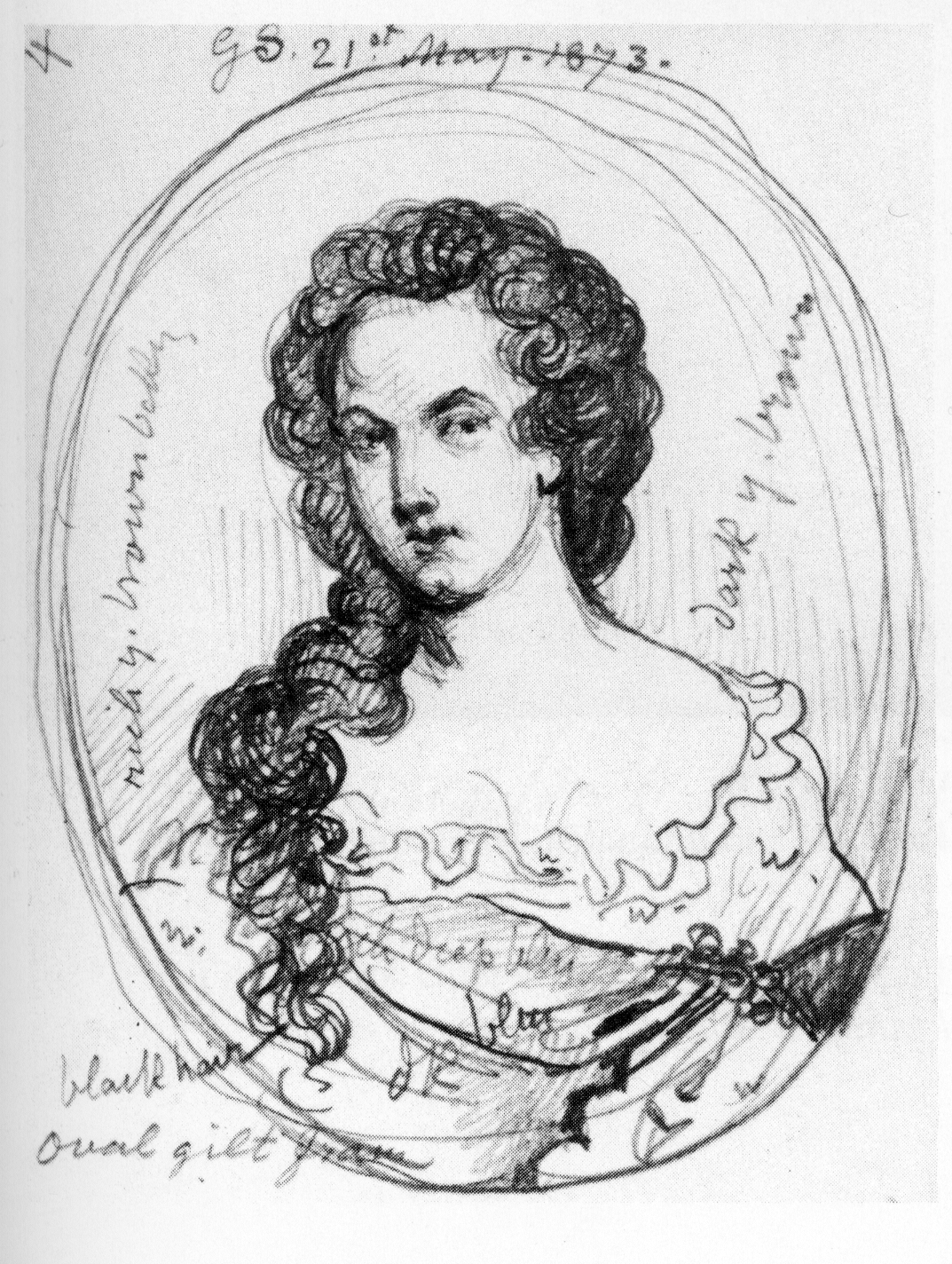
Mrs Behn.
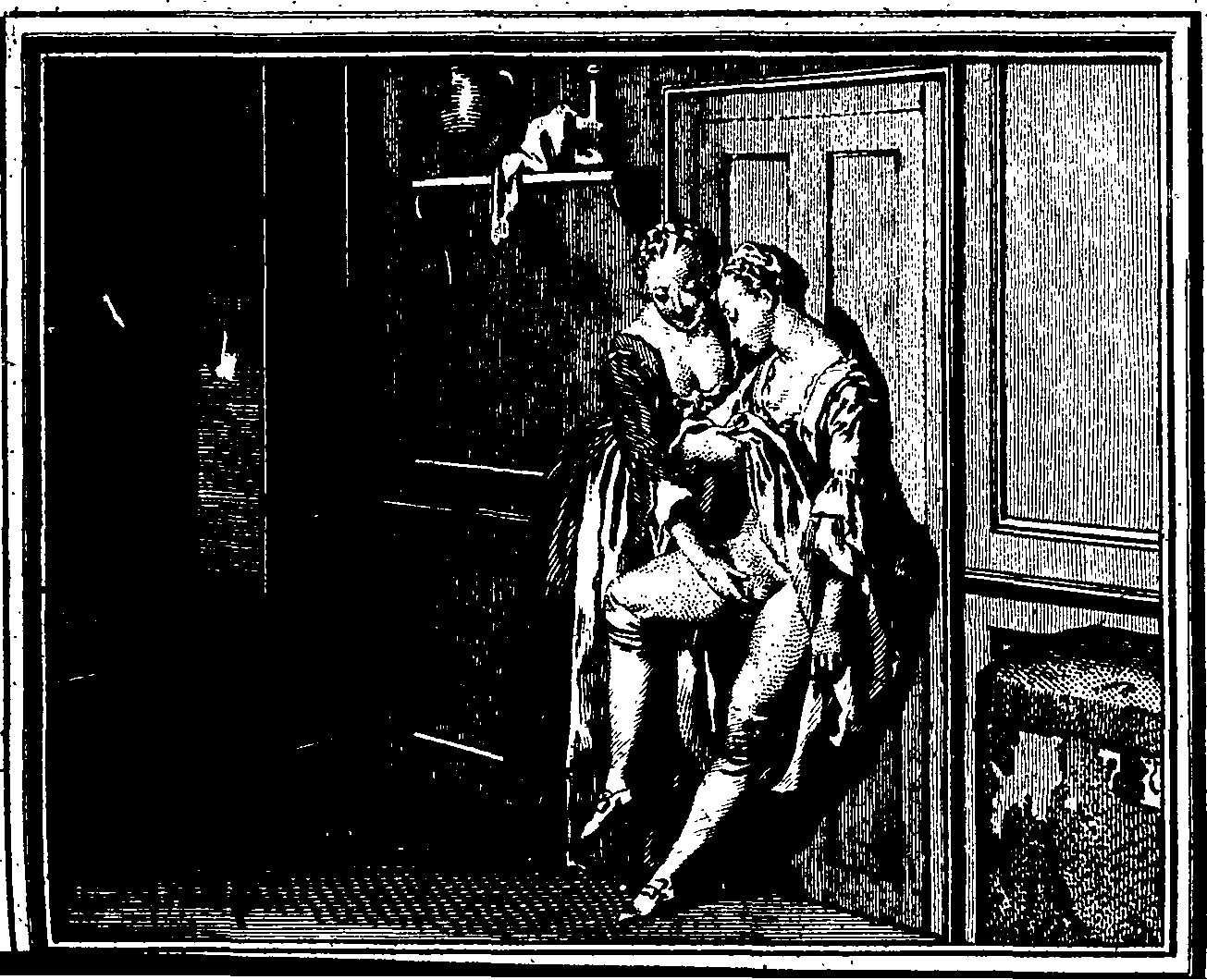
John Cleland.
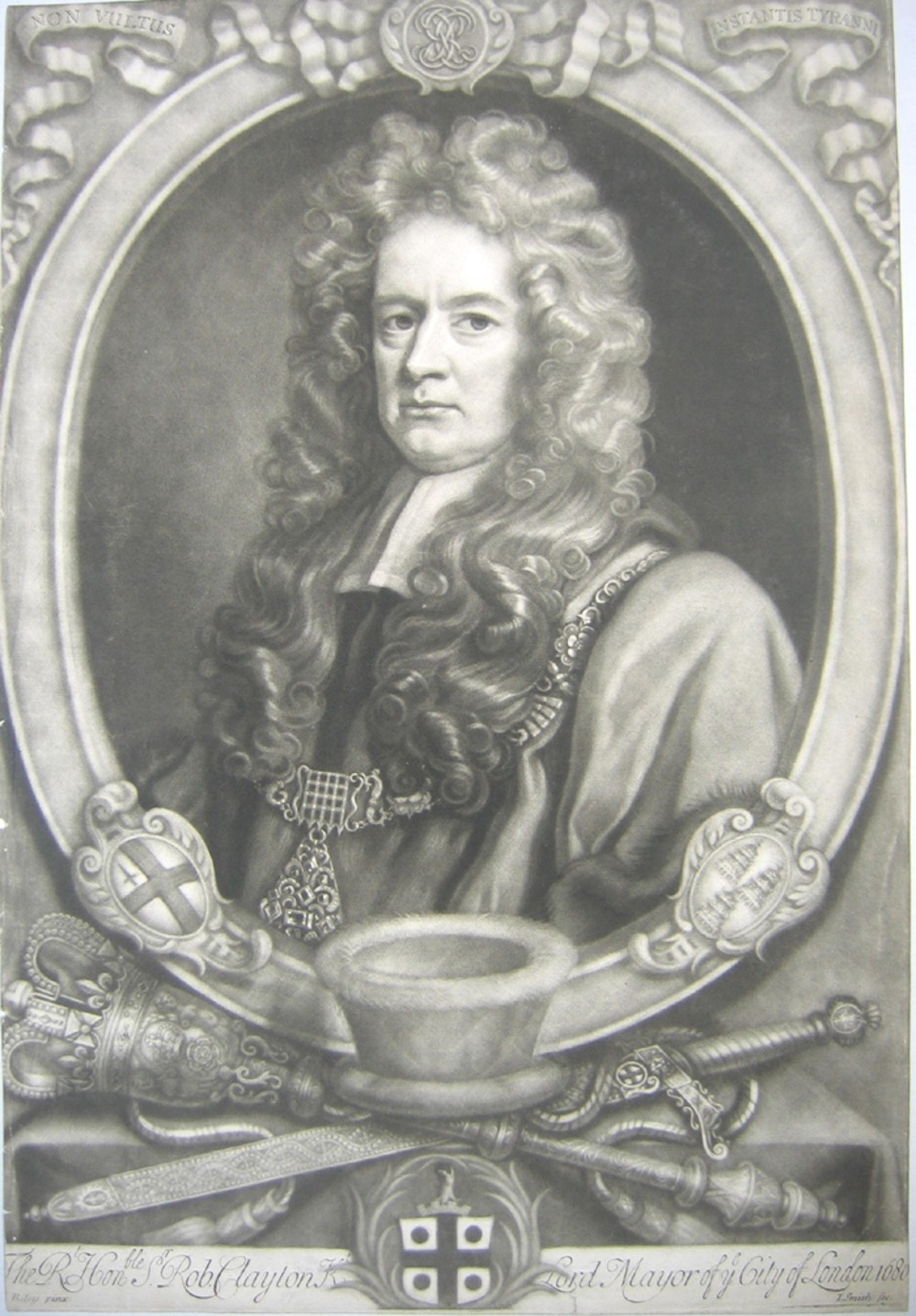
Sir Robert Clayton (en).

Lorsque paraît Roxana, le roman en tant que genre en est encore à l'enfance ; pour faire passer sa vision, Defoe se jette comme à l'aventure dans ce nouvel instrument particulièrement flexible, d'où l'impression de vitalité anarchique qui se dégage de ses livres. Defoe explore les possibilités qui s'offrent à lui, ouvre de nouvelles perspectives, entrevoit les nouveaux développements de cette forme d'expression, le roman psychologique, le « thriller », le roman social, tous sont passés en revue. Il use de techniques aujourd'hui considérées comme innovatrices, celle du courant de conscience, du monologue intérieur, du style indirect libre, de l'analepse ou de la prolepse. En même temps, il se tourne vers le passé, si bien qu'en Roxana se rencontrent la tradition et l'innovation.
Avec son livre, Defoe s'insère dans la veine à succès du roman « d'intrigues et d'adultères commis par des gens de haut rang »,, s'efforçant d'émuler les Histoires secrètes (Secret Histories) de Mrs Manley ou de Mrs Haywood, auteur de Idalia, or The Unfortunate Mistress (« Idalia, ou la malheureuse maîtresse »), autant de chroniques scandaleuses sur la vie privée de personnages de haut rang, tels que Charles II, Jacques II ou le Duc de Malborough. En ce sens, Roxana est un roman-à-clef bourré d'allusions à peine voilées à des personnalités contemporaines ou récemment disparues. Le livre tient aussi des fallacieuses autobiographies en vogue, présentées comme authentiques sous la forme de confessions de fripouilles ou de criminels, telles que Defoe l'avait déjà pratiqué dans Moll Flanders.
Cependant, domine le roman d'amour impliquant des gens de qualité comme dans The Fair Jilt ou The Amours of Prince Tarquin and Miranda (1688) de Mrs Behn, où plane le mystère d'un danseur masqué, annonçant la rumeur que le roi en personne est venu au bal donné par Roxana. Ces mémoires imaginaires passant pour véridiques témoignent que Defoe, en les imitant, se préoccupe du référentiel ou de l'illusion mimétique, qu'il appelait lui-même la « méthode circonstanciée », soit l'usage de procédés donnant une impression de vérité. Parmi ces procédés figurent l'usage des astérisques suivant une initiale au lieu du patronyme, ce qui laisse à entendre que la personne est toujours vivante et que sa réputation risquerait de pâtir de la révélation de son identité ; ou encore l'introduction de personnages historiques tel que le banquier Robert Clayton parmi d'autres qui sont imaginaires, façon de combler le vide entre la fiction et la réalité référentielle.

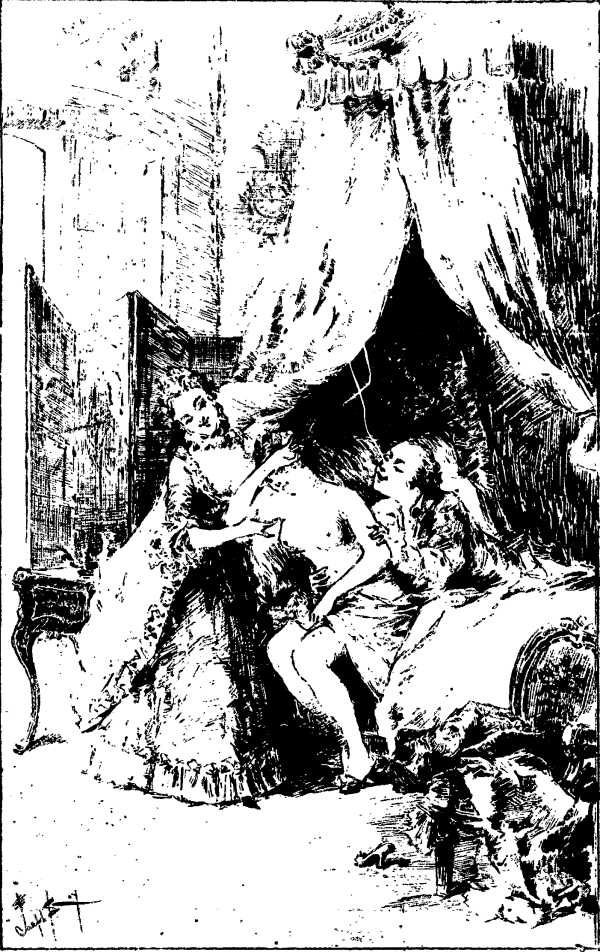
Roxana pousse Amy dans le lit du joaillier.

Dernier modèle ayant inspiré Roxana, lui aussi très populaire au XVIIIe siècle : le roman libertin, saupoudré de scènes salaces et d'allusions scabreuses, dont le prototype est Les Mémoires de Fanny Hill, femme de plaisir de Cleland. Defoe, cependant, atténue le caractère érotique qui ne sombre jamais dans la pornographie. Par exemple, dans Roxana se trouve une scène où l'héroïne pousse sa bonne dans le lit d'un joaillier, mais ce n'est, semble-t-il, que « facétie nuptiale » car le noble lord anglais ne désire que vérifier s'il s'agit d'un Mr ou d'une Mrs Amy. Il est vrai que Defoe s'amuse parfois à titiller la curiosité du lecteur sans décrire vraiment la scène, ce qui rend sa satire plus attrayante aux yeux du public.
Néanmoins, cette satire reste habituellement plus sobre, non seulement pour satisfaire les goûts à la mode mais aussi pour attirer l'attention sur les maux affligeant la société, en particulier la corruption et la dépravation des grands de ce monde : il s'agit là d'une démarche relativement innovante en ce début du XVIIIe siècle.

## Structure deRoxana
La maîtrise de Defoe a souvent été mise à rude épreuve à propos de Roxana, plus particulièrement sa structure que certains critiques ont trouvée trop lâche, incomplète, voire maladroite.

### Critique de la composition
Le Dublin University Magazine souligne l'absence de construction, « une succession d'anecdotes autonomes concernant une personne, mais sans autre lien entre eux »,, et Ernest Baker parle de « travail mal fait »,. Walter Scott est encore plus direct : « Les incidents sont entassés comme des pavés qu'on a déversés d'une charrette et qui n'ont que peu de rapport les uns avec les autres »,.

#### La hâte d'écrire?
Ces défauts sont souvent attribués au manque de formation de Defoe, à son expérience journalistique ou à l'abondance de ses écrits, produits à la hâte et non relus. Selon Baker, ils sont toujours « composés au petit bonheur la chance »,.
Cette façon d'écrire tient également à la tradition du roman picaresque qui présente parfois des épisodes lâchement reliés entre eux, avec des personnages disparaissant de la scène pour n'y jamais revenir. Defoe n'est pas sans avoir conscience de ces défauts et s'en ouvre au lecteur : « Je sollicite l'indulgence de mon lecteur, car je suis le moins méthodique de tous les écrivains. Il est vrai que je fais un plan, puis trouve la matière si fertile que je me lance dans de nouveaux développements qu'il m'est impossible de ne point poursuivre »,,.

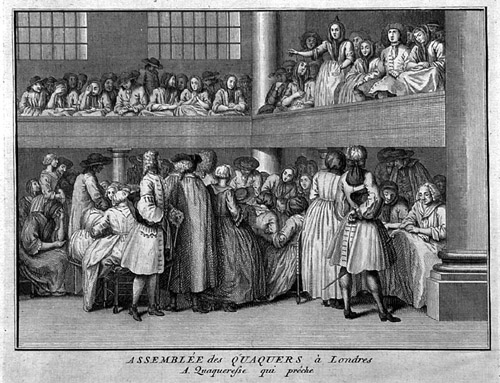
Une femme quaker prêche, gravure de 1723.

Certains critiques ont en effet relevé des incohérences dans le roman, par exemple la haine irrationnelle qui s'empare soudain du juif, mais il s'agit là d'un stéréotype plus que d'un personnage réellement observé ; l'amie quaker de Roxana est présentée comme honorant l'honnêteté exigée, mais elle ne se fait pas faute, lorsque Susan s'enquiert de Roxana, de mentir, par exemple sur sa nationalité ; moins acceptable encore est, malgré l'intuition perceptive dont elle est censée être douée, sa cécité à l'égard des vices et de la vénalité de Roxana ; enfin, quaker ou non, elle devient même sa complice et participe à ses mauvaises actions : autant de contradictions qui font dire à Starr que « dans les romans de Defoe, les quakers sont maîtres en amphibologie et en circonlocution ». Autre incohérence, le marchand hollandais jouit d'une réputation d'honnête homme ; pourtant, le juif n'hésite pas à lui faire confiance pour ses machinations sordides et même à l'embaucher.

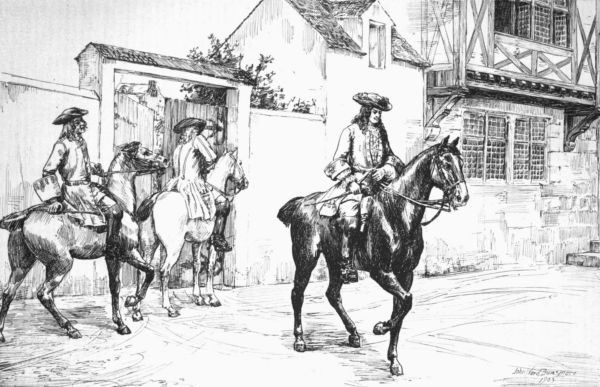
Roxana, Le brasseur et ses hommes, p. 12, project Gutemberg : « Je l'entendis qui fermait le portail avec ses deux hommes ».

D'autre part, le roman s'est vu reprocher son excès de coïncidences et son manque de suivi, accidents providentiels, pistes ouvertes, puis abandonnées : ainsi, la rencontre à Paris de Roxana avec son mari le brasseur ne mène à rien, le mari disparaît puis réapparaît une fois ou deux sans avoir la moindre incidence sur l'action ; de manière semblable, la haine féroce du juif reste sans résultat et lui aussi disparaît sans qu'aucune crise ne soit exploitée, et bientôt il est expulsé de l'espace du roman ; dernier exemple, le dénouement semble avoir été bâclé et les critiques se posent la question de savoir si Defoe n'hésitait pas entre plusieurs possibilités, ce qui expliquerait que la prédiction du Hollandais sur la ruine de Roxana ne se soit pas matérialisée, bien au contraire.
Il arrive aussi que des épisodes soient annoncés sans que jamais ils ne se matérialisent, par exemple le retour de Roxana vers les enfants qu'elle a eus du prince ; ou alors que le narrateur se réfère à des événements antérieurs qui ne se sont pas produits, du moins qui n'ont jamais été évoqués. Sans doute Defoe juge-t-il qu'assez de détails ont été fournis, mais ce sont des allusions si imperceptibles qu'elles passent inaperçues. Parfois, le lecteur est témoin de l'invention impromptue de nouveaux développements de l'action : ainsi Roxana réfléchissant à l'adoration que lui portait le prince, en conclut par boutade qu'elle pourrait fort bien devenir la maîtresse du roi, ce que Defoe saisit au vol au détriment du suspens, puisque le lecteur est déjà averti avant que ne se réalise l'événement. Il n'est pas rare non plus que les mêmes faits soient rapportés deux fois, la première dans le cours du récit, la seconde par un flashback. Ian Watt écrit que Defoe écrivait si vite qu'il oubliait ce qu'il avait raconté précédemment, ce qui peut conduire à des incongruités.

#### Une justification historique et ironique?

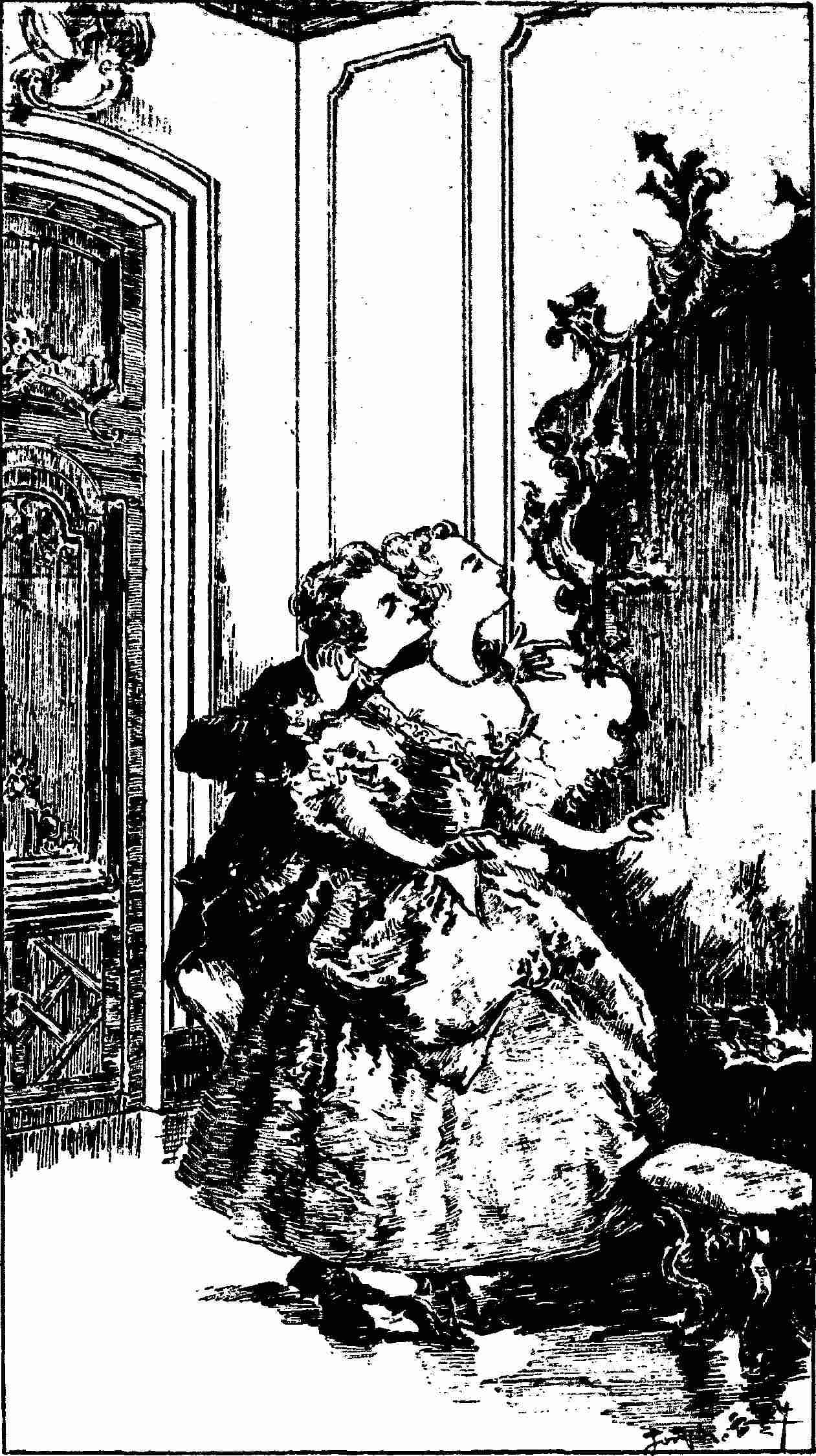
Roxana courtisée par le prince.

Pour autant, ce qui peut passer pour des défauts aux yeux du lecteur moderne a sans doute un fondement historique. George A. Starr a noté que la lecture pointilleuse n'était pas de mise dans les années 1720 et les auteurs savaient que leurs œuvres ne seraient pas scrutées à la loupe par les critiques, d'où leur habitude d'aller de l'avant sans trop regarder vers l'arrière. De plus, il est possible, dans un récit à la première personne, que les incongruités résultent d'une intention ironique de la part de l'auteur et qu'elles aient été calculées pour révéler indirectement le peu de crédit, la mauvaise foi, l'auto-illusion, etc., qu'il convient d'accorder à la narratrice ; ou peut-être s'agit-il de sonder la perspicacité du lecteur.

### La séquence chronologique
| Date | âge | Événements                                                        |
| ---- | --- | ----------------------------------------------------------------- |
| 1675 | 0   | naissance de Roxana en France                                     |
| 1685 | 10  | arrivée avec parents en Angleterre                                |
| 1690 | 15  | mariage à 15 ans avec le brasseur                                 |
| 1697 | 22  | rencontre avec le joaillier                                       |
| 1700 | 25  | quitte l'Angleterre                                               |
| 1705 | 30  | cinquième année avec le joaillier                                 |
| 1713 | 38  | huitième année avec le prince                                     |
| 1715 | 40  | deuxième année avec le marchand hollandais retourne en Angleterre |
| 1723 | 48  | huitième année des intrigues de cour anglaises                    |
| 1725 | 50  | deuxième autre année avec le marchand hollandais                  |

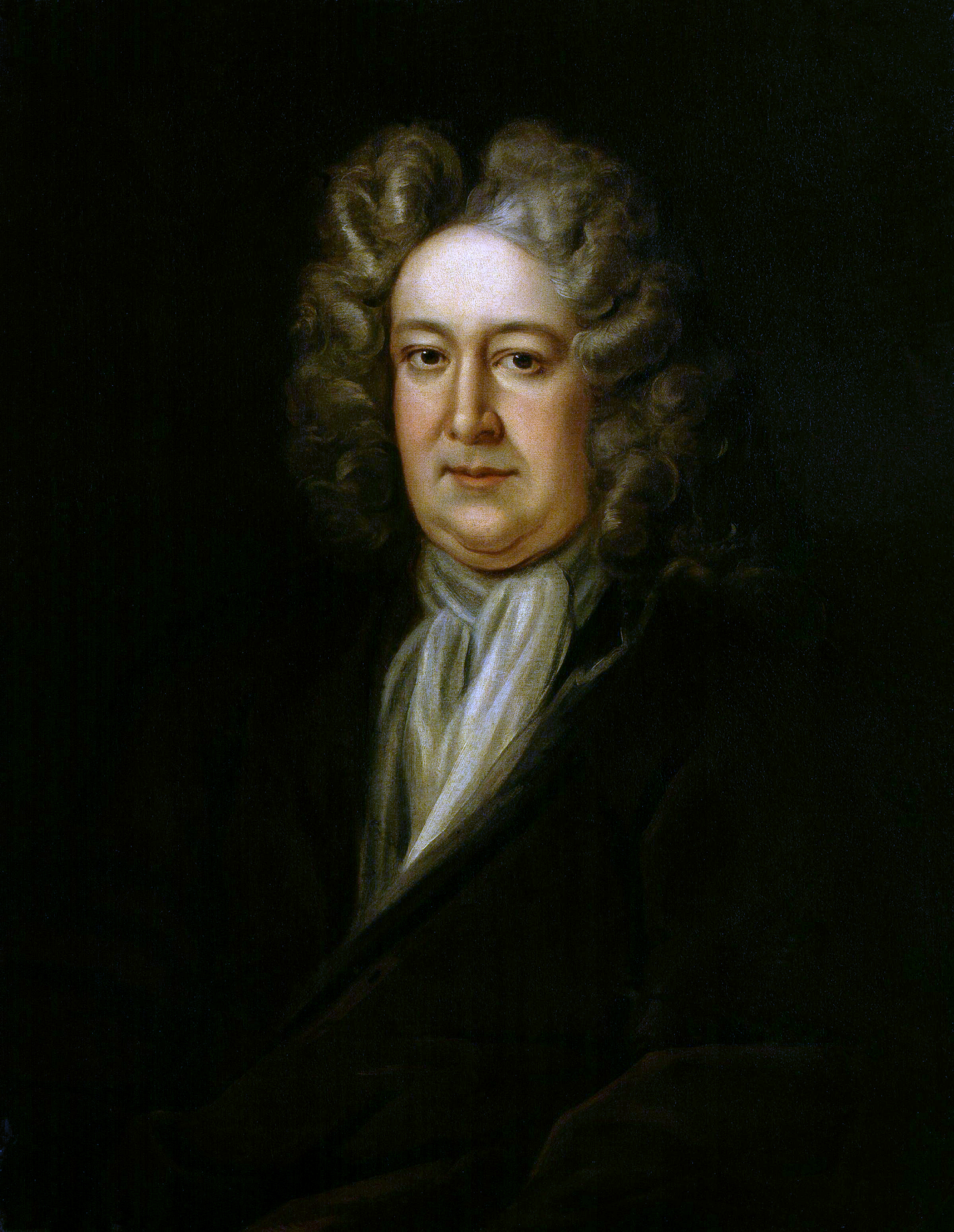
Nicholas Rowe, auteur de Tamerlane.

Defoe jalonne son récit de bornes temporelles d'après lesquelles une chronologie peut être plus ou moins reconstituée.
La carrière de Roxana couvre les trois dernières décennies du XVIIe siècle et les deux premières du XVIIIe siècle, soit un peu plus de cinquante années qui se déroulent sous les règnes de Charles II (1660-1685), puis de George Ier, mort en 1727, et peut-être de George II.
Sa vie se découpe plus ou moins en tranches de quelques années chacune, les deux plus longues s'étalant sur huit ans. Par déduction, le lecteur calcule qu'elle est née en 1675, puisque ses parents sont venus en Angleterre en 1685 alors qu'elle avait dix ans ; elle se marie à quinze avec le brasseur, « ce vaurien paresseux », alors qu'ils étaient ensemble depuis sept années, ce qui conduit à 1693. À ce stade de l'histoire, s'écoule un intervalle de deux ans. La rencontre avec le joaillier a lieu en 1697 et elle explique en 1723 que « ses années de débauche » (years of wickedness) durent depuis vingt-six ans, alors qu'elle en a cinquante, et cela depuis sa première liaison illicite avec le joaillier paresseux qui la loge. Elle a quitté l'Angleterre en 1700, date déduite de sa remarque « environ trois ans après l'avoir rencontré »,. Elle retourne en Angleterre en 1715, puisqu'elle déclare avoir cinquante ans huit années après être revenue. Pendant l'intervalle de 1700 à 1715, elle a entretenu une liaison de cinq ans avec le joaillier, puis une autre de huit avec le Prince et une de deux années avec le marchand hollandais. Les intrigues de cour se sont étendues sur huit ans, ce qui nous ramène à 1723. Enfin, deux années se passent avec le marchand hollandais, de 1723 à 1725.

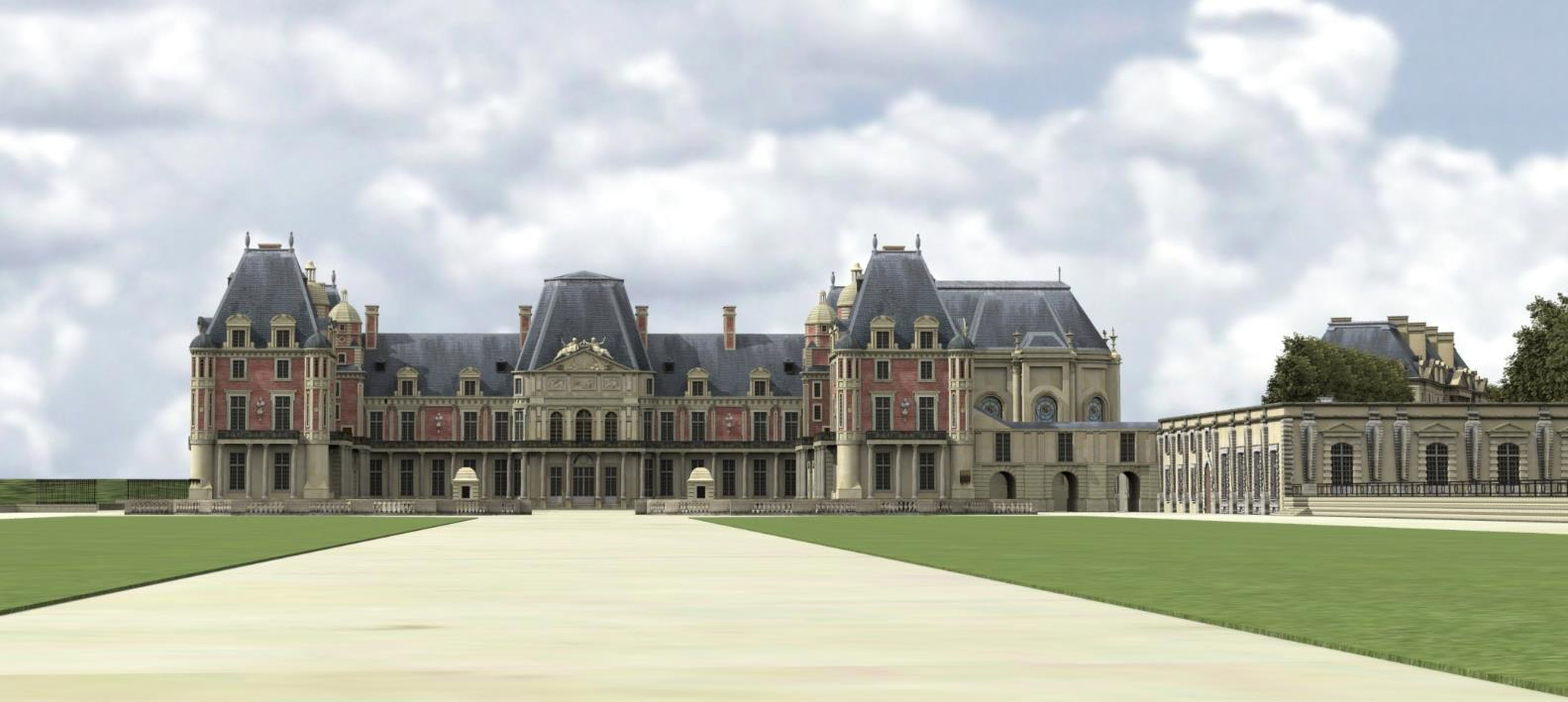
Restitution virtuelle du Château Vieux de Meudon.

Dans l'ensemble, la séquence chronologique reste vraisemblable, quoique difficilement décelable, même si les principaux indices figurent dans les pages 187-188 de l'édition de référence. Le lecteur garde l'impression que Defoe a voulu donner une illusion de cohérence plutôt que s'attarder sur les détails, d'où certaines contradictions. Par exemple, Susan fait une allusion à la pièce Tamerlane de Nicholas Rowe, donnée en première à Londres en 1702, alors que cette partie de l'histoire se passe sous le règne de Charles II. Il est probable que Defoe a d'abord eu l'intention de faire vivre son héroïne de son temps, parsemant le texte de références historiques, les Huguenots qui s'installent à Spitalfields (1703), la visite du château de Meudon avant la mort du dauphin (1711), etc., puis qu'en cours de route, il ait changé de plan.

### La structure dramatique

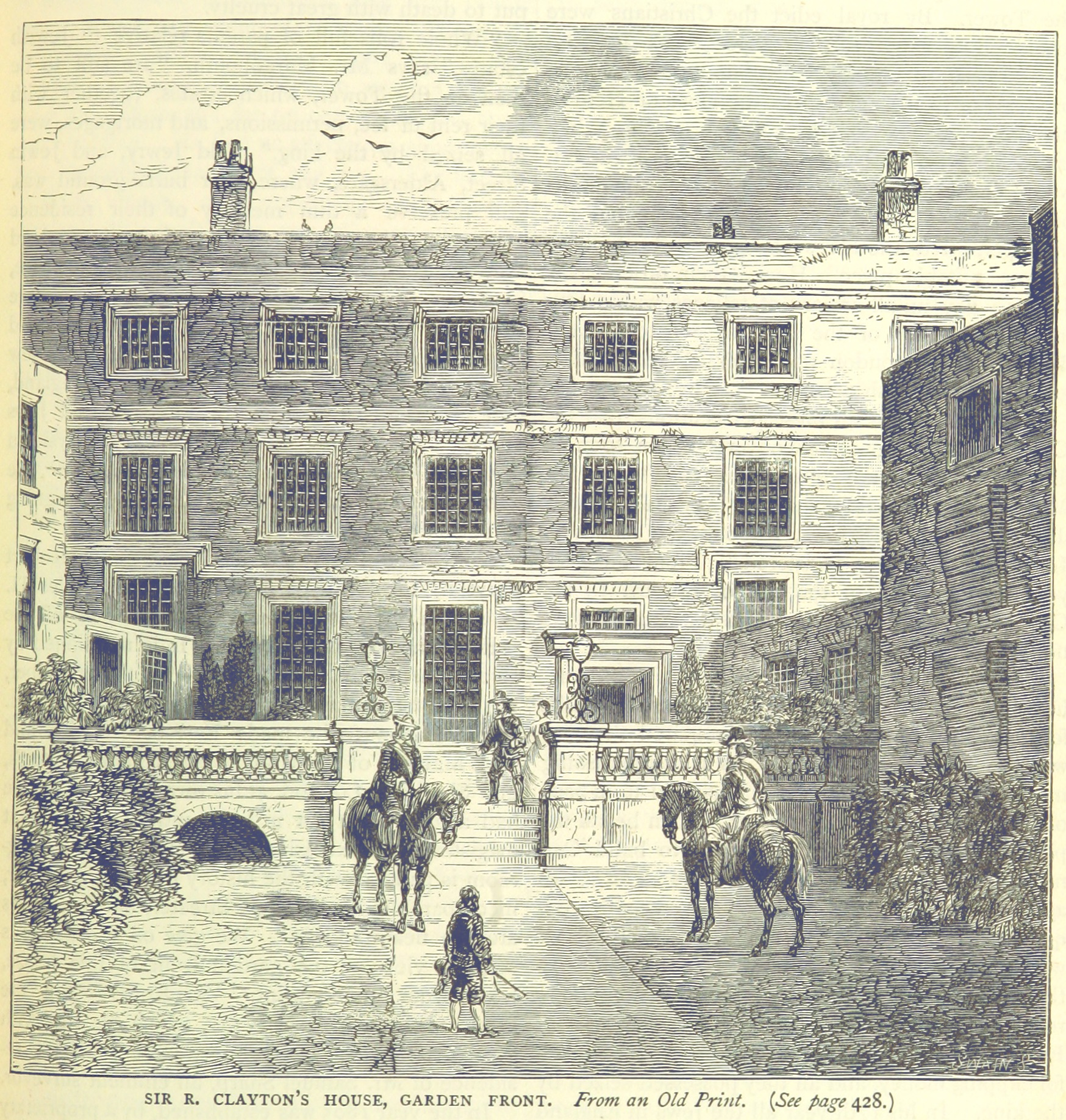
Jardin frontal de la demeure de Sir Robert Clayton au no 8 de Old Jewery à Londres.

La carrière de Roxana en tant que courtisane se déroule en trois phases correspondant chacune à un tiers du roman et comprenant un nombre plus ou moins grand d'épisodes. La première phase couvre vingt-deux ans au cours desquels l'héroïne se comporte en épouse et maîtresse subissant les événements : six années avec le brasseur, huit avec le joaillier et huit autres avec le prince ; la deuxième s'étale sur dix ans dont deux avec le marchand hollandais et huit avec le roi et le lord anglais ; la troisième couvre deux ou trois ans et concerne la recherche des enfants de Roxana, la fuite loin de Susan et le mariage avec le marchand.
Chaque épisode comporte une action majeure et une, voire plusieurs, actions mineures : ainsi, celui du brasseur implique le beau-frère et la belle-sœur, puis les enfants de Roxana ; celui du joaillier la défloraison et la grossesse d'Amy ; celui du prince l'affaire du juif et des bijoux ; celui des scènes de Cour, les leçons de gestion financière de Sir Robert Clayton,,.
Plus on s'avance dans le livre, plus se raccourcit la durée de chaque épisode puisque l'on passe de vingt-deux à huit, puis à deux ou trois ; mais si le temps se ralentit, le nombre de pages reste le même. Concurremment, le nombre d'épisodes diminue de trois à deux puis à un, ce qui a pour résultat de concentrer l'effet dramatique au point que le dernier est le plus intense de tous, ramassé sur une période courte mais décrite avec un volume de pages identique.
Le schéma temporel est linéaire, à l'exception de deux ou trois flashbacks, que Roxana appelle « mes petites digressions »,, toutes en rapport avec ses enfants, procédé analeptique qui rompt la continuité narrative. Le premier, qu'introduit la remarque « Ici, il faut que je retourne en arrière »,, revient à son « amour » avec le lord anglais et en flashback, reprend les aléas de ses recherches après son retour en Angleterre. Le deuxième, « Mais en dehors de cela intervint quelque chose de bien particulier »,, s'intéresse à sa fille Susan qui devient l'amie intime d'Amy. Le souvenir de sa fille suscite en Roxana la honte de sa vie dissolue, ce qui, associé à sa crainte d'être repérée, la conduit à se déguiser en quakeresse. Le dernier flashback, le plus long de tous, interrompt l'histoire alors que Roxana a épousé le marchand hollandais et reçu le titre de comtesse : « Il me faut maintenant revenir à une autre scène »,, puis se termine quelque soixante-neuf pages plus loin, « et suis partie pour la Hollande où j'arrivai comme je l'ai déjà dit »,,.
Ce schéma diffère parfois de celui du roman picaresque que caractérise la succession régulière d'événements, sans réminiscence de la part du picaro qui semble ne pas avoir de mémoire et va constamment de l'avant. En cela Defoe innove et crée une technique encore inédite à son époque, d'autant que l'allure du récit est variable, accélérant ou ralentissant le tempo, contractant ou dilatant le temps, avec ce que Ian Watt appelle des « synopsis correctifs », autrement dit des résumés, des sortes de digests permettant de passer en quelques phrases sur un grand nombre d'années. Ainsi en est-il du dernier paragraphe du roman où cinq lignes couvrent plusieurs années relatives à la relation avec le roi et à la poursuite de Roxana par sa fille.

### La structure thématique
Roxana est une histoire de crime et de châtiment. Considéré sous cet angle, le livre est constitué de deux blocs : le crime, soit la succession des amours de Roxana, tantôt épouse, tantôt maîtresse et souvent catin ; puis le châtiment ou la rétribution, soit sa terreur et son angoisse alors que, poursuivie sans fin par sa fille, elle risque d'être dévoilée. Le premier bloc s'étale à loisir, plutôt calme et nonchalant, chronique galante et scandaleuse telle que le XVIIIe siècle l'apprécie ; le second a des ailes et se joue sur un rythme haletant, annonce du roman policier.

#### La chronique des amours coupables

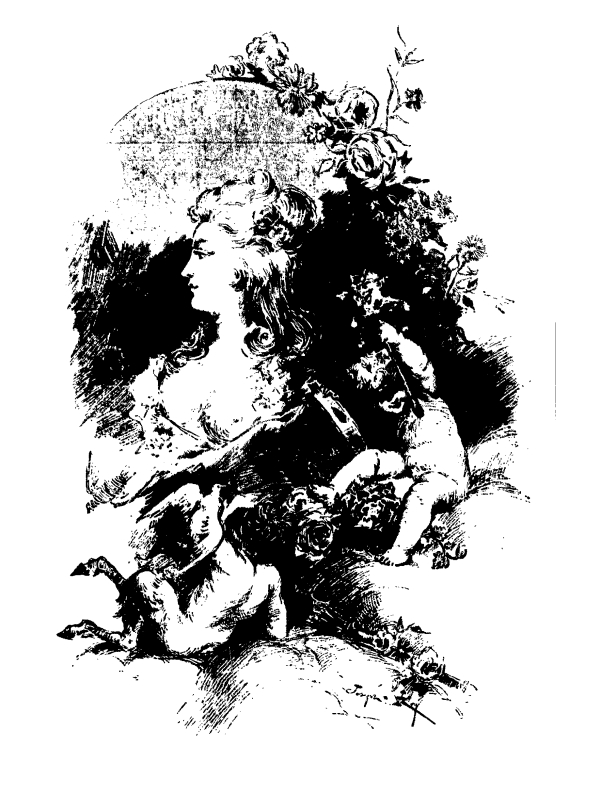
Roxana dans toute sa gloire.

Dans le roman picaresque traditionnel, la structure est épisodique, séquentielle, parataxique, un fil ténu reliant les différents éléments en la personne du héros. Pour autant, les thèmes ne sont pas forcément transférés d'un épisode à l'autre, la plupart des personnages apparaissant, jouant leur scène, puis s'évanouissant.
Tel n'est pas le cas de Roxana. Même si les morceaux d'histoire y sont des jalons dans la vie de débauche de l'héroïne ; même si chacun garde son autonomie et son unité, scellées par un événement marquant, en général la disparition du mari, fuite du brasseur, meurtre du joaillier, repentir du prince ; même si à chaque fois, Roxana change de lieu, emménage dans une nouvelle demeure et, par là, se refait une identité, des liens internes les unissent et des échos se réverbèrent de l'un à l'autre. Ces liens et échos prennent diverses formes, mais domine la récurrence d'incidents, de personnages ou d'objets.

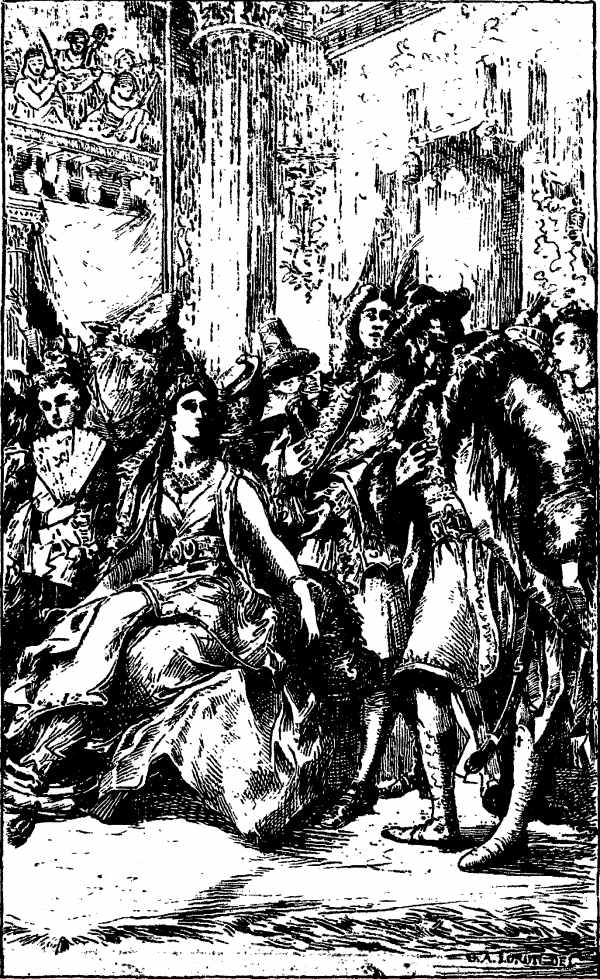
Roxana et sa cour d'admirateurs.

Les incidents se répètent par certains rituels, par exemple la séquence obligée - cadeaux, compliments, dîner puis emménagement - des amants potentiels, ou alors font l'objet d'allusions indirectes, comme lorsque Roxana associe analeptiquement le lord anglais au joaillier en mettant Amy dans son lit. Quant aux personnages, certains passent, ne serait-ce que furtivement, d'un épisode à l'autre, le premier mari se retrouvant au troisième lorsque Amy l'espionne à Paris, puis au quatrième quand Roxana apprend son décès de la bouche de la même Amy, avant qu'au cinquième elle ne reçoive la nouvelle qu'après tout, il est bien vivant, etc. Tous les épisodes, brasseur, mari, prince, juif, Hollandais, se voient rassemblés en faisceau lorsque Amy se rend à Paris pour mener son enquête, puis en rend compte. Les enfants, très présents au premier épisode, reviennent de temps à autre, et c'est à Susan qu'est confié le rôle majeur à la fin du livre. Les objets, essentiellement les bijoux du deuxième épisode et la robe à la turque du troisième, finissent tous par représenter des menaces, au quatrième pour les premiers lorsque le juif les reconnaît, au sixième pour la seconde quand Susan la voit sur sa mère,,.

#### La course-poursuite
Certains critiques ont avancé l'idée que cet épisode serait une initiative d'après coup. Pour autant, il semble qu'il se rattache naturellement au reste du roman et que sa structure, très complexe, conduise logiquement au dénouement.

##### L'ancrage des épisodes
Se débarrasser de son passé semble impossible à Roxana, non qu'elle n'ait jamais essayé, bien au contraire, mais ce passé la rejoint toujours d'une manière ou d'une autre, par ses bijoux, par sa robe à la turque, par ses enfants. Jusqu'alors, elle a changé d'identité à chaque épisode, s'est présentée en personne de piété, a singé l'humilité de la quakeresse, mais en vain, la vertu est restée sous le voile de l'apparence. Or voici que réapparaît le marchand hollandais, non pas simple procédé mécanique pour créer un semblant de véracité, mais occurrence structurelle capitale, puisque cet homme, qui a déjà offert le mariage, se voit enfin accepté comme agent d'une possible réhabilitation ; l'épouser, c'est l'occasion d'accéder à un présent vertueux et « noyer [le passé] au plus profond jusqu'à l'extirper de tout savoir et de toute mémoire »,. Mais le sort ne l'entend pas ainsi : Roxana désormais mariée et sujette hollandaise, ne connaît pas le remords et ne réussit qu'à acquérir une respectabilité d'apparat.

##### La structure interne

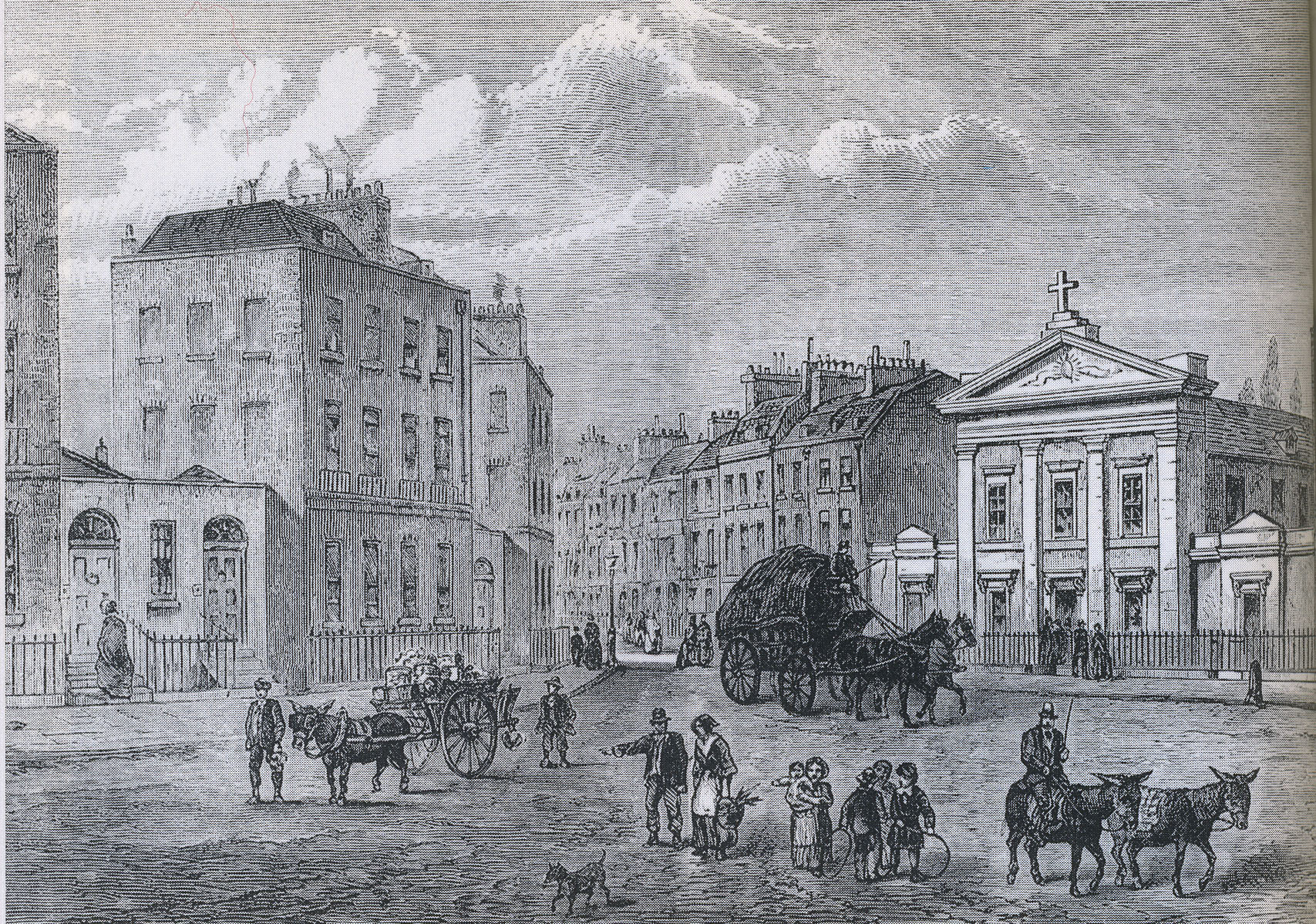
À gauche, maison de William Godwin à Somers Town ; à droite, la chapelle St Aloysius, inaugurée en 1808 (Joseph Swain).

Ernest Baker écrit qu'« il aura fallu le Caleb Williams de Godwin pour qu'on retrouve une histoire suscitant un tel degré de tension émotionnelle, de semblables sensations de mystère et de suspens, de fuite éperdue et d'inexorable poursuite »,. Cette impression est due au rassemblement par Defoe d'éléments préalablement introduits dans l'histoire de façon séparée : en faisant peser sur le présent le poids du passé, il institue une atmosphère lourdement oppressive, celle d'une âme coupable dévorée d'angoisse. D'un coup, Roxana devient une proie que chasse Susan « à la trace »,. Cette montée d'intensité dramatique émane de trois personnages, intimement mêlées, Susan, Roxana et Amy.
Le meurtre de Susan par Amy ne vient pas par hasard, mais a été de longtemps préparé. Déjà, au début du roman, la fidèle jure à Roxana « S'il le fallait, je mourrai pour toi », ; son affection est décrite comme « violente », « excessive » ; elle-même se dit « impulsive », « précipitée ».
La chasse que mène Susan a elle aussi été annoncée et l'épisode ressemble à d'autres qui l'ont précédés. Roxana s'est déjà comportée en fugitive, à Londres lors de la rencontre avec son mari légitime : « Il me fallut l'éviter, comme on évite un spectre »,, ou encore : « mon seul bonheur était désormais, dans la mesure du possible, de ne plus le voir et, surtout de l'empêcher de me voir »,. Dans chaque cas, Amy joue le même rôle, surveille le mari et la fille, en rend compte et les garde à distance. Il n'est jusqu'au meurtre qui, de la bouche même de Roxana, n'apparaisse comme probable et souhaité : « Je l'ai à peine vue quatre fois pendant ses quatre premières années, et ai souvent souhaité qu'elle quitte ce monde en silence »,,.
Or Susan s'approche de plus en plus de la vérité concernant Roxana ; si elle a d'abord cru qu'Amy était sa mère, elle commence, après plusieurs révélations sur son mode de vie, à avoir des doutes et hésite entre l'une et l'autre, puis apprend où trouver le nom du mari, enfin se convainc de sa maternité. Alors se dessinent peu à peu les contours de cette mère inconnue, son visage, son nom, sa résidence, ses mœurs. De même, les deux femmes se rapprochent physiquement, car Susan franchit peu à peu toutes les barrières. En parallèle, la furie d'Amy s'accroît à chacune des découvertes de l'ennemie qu'elle surveille et germe en elle le projet d'en débarrasser Roxana à jamais, détermination portée à son comble au spectacle de cette dernière qui, dans un mouvement inverse de celui de sa fille, manœuvre pour l'éviter, devient de plus en plus mobile, change sans cesse de résidence, et surtout se coupe de ses proches et connaît désormais la solitude.

##### La conclusion
Defoe sait maintenir la tension à son apogée tout en repoussant sans cesse la résolution. Des leurres sont disposés à certains moments apparemment décisifs, lorsque Roxana rencontre Susan à bord d'un bateau mais n'est pas reconnue, quand le marchand hollandais est sur le point de découvrir la vérité sur son épouse, alors que Susan entre chez elle qui s'échappe juste à temps par la porte de derrière. Ainsi alternent les périodes de durcissements et de détente, mais l'atmosphère générale ne cesse de s'épaissir. La conclusion arrive enfin, mais elle peut apparaître rapide et comme bâclée, une déception après tant de scènes haletantes, si bien que certains critiques la trouvent « tronquée » (Novak), « vague et ne menant à rien » (Boyce), « abrupte et de pure forme » (McKillop), etc. J. H. Raleigh explique que Defoe entendait écrire un second volume présentant les aventures de Roxana sur le continent, et il est vrai que certains passages du texte semblent annoncer une nouvelle série dévolue au châtiment de l'héroïne, tel celui-ci inséré dès le douzième chapitre :
« The whore skulks about in lodgings, is visited in the dark, disowned upon all occasions before God and man, […] is certainly condemned to be abandoned at last, and left to the miseries of fate and her own just disaster. »
« La putain se cache dans des meublés, reçoit la nuit, est à jamais reniée devant Dieu et les Hommes, [et] […] est condamnée à finir abandonnée à la rigueur de son destin et au désastre qu'elle mérite. »
Autre possibilité : Defoe se serait trouvé face à un dilemme, à la fois moral et technique, qu'il n'a su trancher. La justice immanente imposait le châtiment, l'identification personnelle de l'auteur avec son héroïne l'interdisait. Michael Shinagel écrit à ce sujet qu'« il ne pouvait justifier le succès de Roxana mais se sentait trop personnellement impliqué pour rendre compte de sa chute »,, d'où ces vagues allusions dispersées mais jamais conclusives. Cela dit, tout en sympathisant avec le personnage principal, Defoe rend un hommage à la vertu, mais il est bien tardif et peu assuré, concession vraisemblable au puritanisme de la classe moyenne. Arnold Kettle parle d'un « discours moral de pacotille »,,.
Enfin, selon James Sutherland, une conclusion morale se serait trouvée en contradiction avec certains éléments introduits au cours du roman, par exemple le fait que Roxana ait été une prostituée, vice bien plus grave que ceux de Moll Flanders, avant tout une voleuse, et du capitaine Singleton (Les Pirateries du Capitaine Singleton), un pirate, et ait aussi été complice, même passive, d'un meurtre. Et si toute cette polémique critique s'avérait pure spéculation ? C'est ce que défend George A. Starr qui souligne que dans les autres romans de Defoe, le dénouement restaure l'harmonie des êtres, alors que dans Roxana, comme tout au long dominent la disharmonie, la désintégration, l'éparpillement, il eut été artificiel que d'un coup, l'histoire basculât dans le sens opposé, et qu'une histoire de crime et de châtiment devînt une histoire de conversion.

## Voix et point de vue
La préface du roman avertit le lecteur qu'un « chroniqueur a mis au propre l'histoire de la dame dont il rapporte les paroles »,. Comme tous les romans de Defoe, Roxana se présente comme un document plutôt qu'une invention, et laisse à entrevoir un intermédiaire anonyme révisant une transcription. C'est là un procédé utile à l'auteur qui, lui, va se retirer et passer la main, mais qui, si besoin est, dispose d'un témoin de la véracité des faits. L'argument est d'autant plus crédible que cet expert compétent et discret, est-il ajouté, a connu certains des personnages importants dont il est question.
Roxana appartient donc au genre de la pseudo-confession écrite à la première personne, mode d'expression très prisé au XVIIIe siècle. Cet usage induit plusieurs difficultés : un point de vue limité à ce qui a été vu et entendu, la distinction entre le narrateur et l'auteur, les relations entre le narrateur et le protagoniste, la fiabilité du narrateur.

### L'omniscience usurpée et l'intrusion auctoriale
Le romancier a parfois besoin de renseigner sur un point qui n'est matériellement pas à la portée du narrateur, mais qui, dans certains romans de Defoe ou de ses contemporains, rend compte, en totale violation de la vraisemblance et du pacte établi avec le lecteur, de faits auxquels il ne peut légitimement avoir accès. Avec Roxana cependant, tout change : Defoe prend soin de donner un cachet d'authenticité à l'omniscience de celui ou celle qui rapporte le récit, en définitive Roxana, et la garde en contact avec des événements lointains grâce à des antennes, Amy et le quaker, autant de prolongements d'elle-même. D'où un système de relais : Amy espionne le juif et le mari brasseur, tandis que le quaker espionne les déplacements de Susan. Voilà pourquoi la narratrice est en mesure de reproduire des dialogues verbatim, exactement comme si elle y avait assisté et avait tout retenu, et le lecteur finit par oublier que ce qu'il entend est de troisième main, d'abord tenu, puis rapporté à la narratrice qui le relaye jusqu'à lui. Par exemple, la « femme pauvre » (the poor woman) surprend une conversation entre la belle-sœur de Roxana et son mari, et en rend immédiatement compte à l'intéressée.
De temps à autre, s'instaure une certaine confusion entre Roxana et Defoe qui se lance dans d'évidentes intrusions auctoriales, en général sévères et moralisatrices, autant de digressions se superposant à la narration des faits. Par exemple, les commentaires satiriques sur les mœurs des papistes ne peuvent émaner que d'un dissident et aussi d'un journaliste. Le lecteur n'est pas dupe du stratagème et comprend que Defoe se sert de son roman comme d'une tribune pour transmettre un message : lorsque Roxana fait son autoportrait, il sait d'emblée qu'elle ne sert qu'à relayer la voix de son créateur et qu'au lieu de se servir du procédé traditionnel du miroir pour résoudre ce petit problème descriptif, il se contente de faire dire à Roxana : « [c'est] comme si je parlais de quelqu'un d'autre »,.

### Le conflit entre la narratrice et la protagoniste

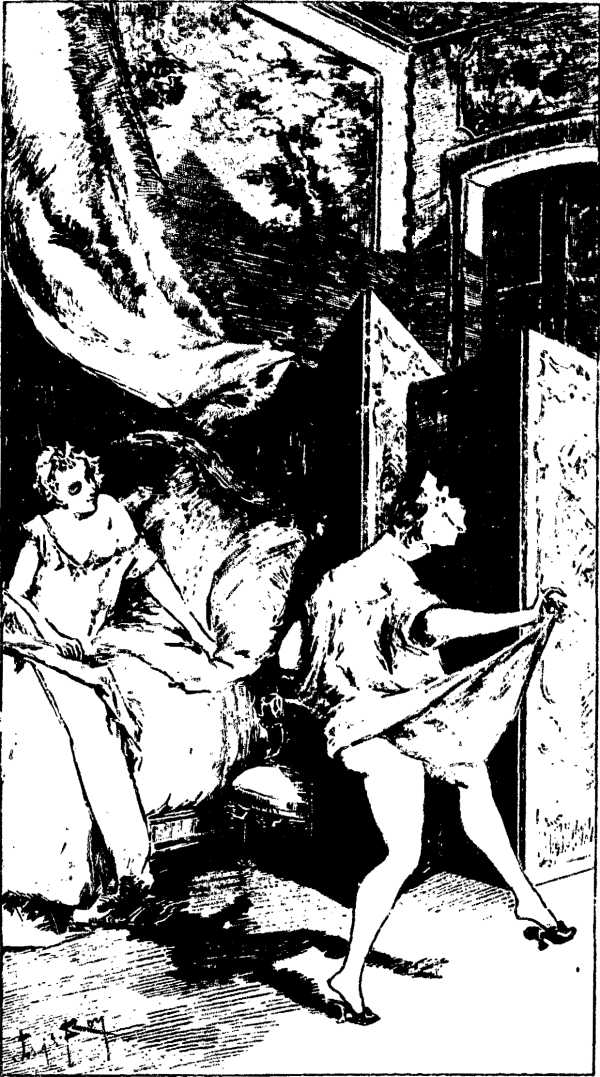
Roxana et Amy.

Il existe un contraste entre Roxana la narratrice et Roxana la protagoniste : la première s'exprime au présent, se situe en dehors des faits, juge, évalue, s'avère en général crédible et se sent coupable ; la seconde agit dans le passé, est au cœur de l'action, reste peu fiable et n'éprouve aucun remords, sinon de façade. La voix qui raconte et commente ne coïncide pas avec le personnage qui agit et s'exprime. Il y a donc deux Roxana, l'une qui reste impénitente, l'autre pénitente et contrite. Cela dit, le lecteur n'assiste jamais à la conversion, même s'il lui a été dit qu'elle a eu lieu, d'ailleurs assez vaguement, car elle n'est mentionnée que d'une manière plutôt abstraite dans la dernière phrase du livre : « mon repentir semble avoir été la conséquence de mes malheurs, comme mes malheurs étaient celle de mes crimes »,.
Cette soi-disant conversion semble donc être restée au stade du récit sans être passée par celui de l'action. De là à en conclure que Defoe a, en réalité, voulu que son héroïne ne se repente pas, c'est ce que propose Starr qui écrit « alors que Moll a réellement connu la conversion […] Roxana s'est durcie dans l'impénitence et s'est ainsi irrémédiablement damnée »,. Selon lui, les signes abondent qui montrent que Defoe la considère comme « une âme damnée », « une héroïne qu'il voue au Diable ».
Starr montre dès le début de sa démonstration que Roxana, du fait de son « éducation vertueuse », est tout à fait habituée à la langue des autobiographies spirituelles, sait paraphraser le Livre des Proverbes, etc., si bien que chaque fois qu'elle parle de la vertu, c'est automatiquement qu'elle s'exprime en termes bibliques. D'autre part, explique-t-il, elle distingue avec un art consommé sa conduite extérieure de sa réflexion intérieure, ce que trahit souvent sa manière, d'un coup, après une séquence moralisatrice, de reprendre : « Bon, revenons à notre histoire ». À ne considérer que l'introspection spirituelle et l'auto-condamnation se situent au niveau des mots, elle réussit ce que Mikhaïl Bakhtine appelle « un discours intérieur de persuasion […] ne produisant que de l'abstraction verbale ».
Pour résumer son analyse, Starr ajoute que « sa conscience n'existe qu'en mots […], [qu]'elle se contente du discours de la repentance et de la culpabilité confessée […] et paie ses péchés en, littéralement, lingua franca »,.
PIerre Tibi rejette cette interprétation, arguant du fait que Roxana la narratrice y est indument assimilée à Roxana la protagoniste. Pourquoi sa conversion reste invisible, poursuit-il, s'explique par le fait qu'il existe un blanc, un punctum coecum, entre les événements et l'acte de les relater : la conversion intervient dans l'intervalle et, par conséquent, reste en dehors des limites du roman. Si tel est le cas, Roxana se penche sur son passé avec le regard d'une pénitente et la voix du récit diffère de la voix de l'histoire. S'il est vrai que la conscience de sa faute n'est pas le repentir, si même, théologiquement, c'est une circonstance aggravante, Roxana n'en pèche pas moins de propos délibéré, en totale violation de ce qu'elle appelle « sa lumière intérieure » (inner light). Cependant, écrit Pierre Tibi, « Il est difficile de croire que la conscience qu'elle a des caractéristiques du véritable repentir ne se fonde pas sur une expérience vécue de ce repentir »,, d'autant que le discours de la protagoniste n'a pas la même tonalité que celui de la narratrice : « le vice dont la culpabilité me rend maintenant si repentante »,. Aussi est-il vrai que le discours de la protagoniste reste celui d'une pécheresse endurcie, tandis que celui de la narratrice semble représenter un compromis entre le point de vue du personnage et celui de l'auteur : Defoe désirait exprimer un jugement moral sur les péchés de son héroïne par la méthode traditionnelle des intrusions auctoriales, mais ce genre d'intervention s'est avéré incompatible avec la forme autobiographique et le jugement moral n'a pu émaner que de l'intérieur de l'histoire.
D'autre part, il arrive que les deux voix de Roxana se superposent et, dans certains passages, il est difficile de démêler l'une de l'autre : par exemple, dans « Qu'il est stupide et absurde de répéter le mot « honneur » en une occasion aussi vile »,, qui parle ? Sans doute la narratrice, mais qui prête un bref instant sa voix à la protagoniste, ce qui revient à une intrusion déguisée et par procuration.

### La fiabilité de la narratrice
Lorsque Roxana écrit que ses enfants lui ont été enlevés (snatched), elle exagère jusqu'au mensonge, car, d'après ses précédentes remarques sur la question, elle s'en est débarrassée en les confiant à des parents. La falsification naît-elle ici de l'apitoiement sur soi-même ? De même, est-il vrai que le joaillier a verbalement fait don de sa fortune ? Comment être sûr que la narratrice n'a pas hérité de la protagoniste une certaine tendance à la dissimulation et la tromperie ? Il est aussi plausible qu'elle pèche par omission, comme sur ses années passées à la cour d'Angleterre, mais le lecteur, dans l'impossibilité de mesurer ses dires au regard d'une vérité objective, ne peut que rester dubitatif, par exemple lorsqu'il est confronté aux nombreux apartés parsemant le texte. Ces apartés s'adressent parfois à lui, sans que les autres personnages n'en bénéficient, tout cela sotto voce, comme lorsque, à propos de la quakeresse, il peut lire « pensai-je » (thought I) ; l'inverse est également vrai, c'est alors lui qui se trouve exclu sans accès aux pensées secrètes. Quelle raison à ces différences de traitement ? Aucune réponse n'est apportée, sinon que les petits mensonges ne semblent pas délibérés, imputables à l'auteur plus qu'à la narratrice, bien que cette dernière se mente parfois à elle-même.
Si le lecteur avait accès à des mesures objectives, la structure du roman s'écroulerait, ne serait-ce que parce que la différence entre « narrant » et « narré » serait faussée, voire abolie. En effet, le jeu subtil établi entre un « je » qui raconte son « moi » à des années de distance doit compter avec les aléas de la mémoire, les déformations inhérentes à sa nature : ce qui est donné à lire est le reflet du présent de la narratrice, telle qu'elle est à l'heure où elle parle ; son passé est mort et celui qu'elle livre est reconstruit à l'image de ce qu'elle est devenue, non de ce qu'elle a été,.

## L'interprétation
Deux vues critiques dominantes prévalent à propos de Roxana, celle qui analyse le roman selon une grille socio-économique et celle qui le considère comme soumis à une logique religieuse, les deux ancrées dans l'histoire de l'époque.

### L'élément socio-économique

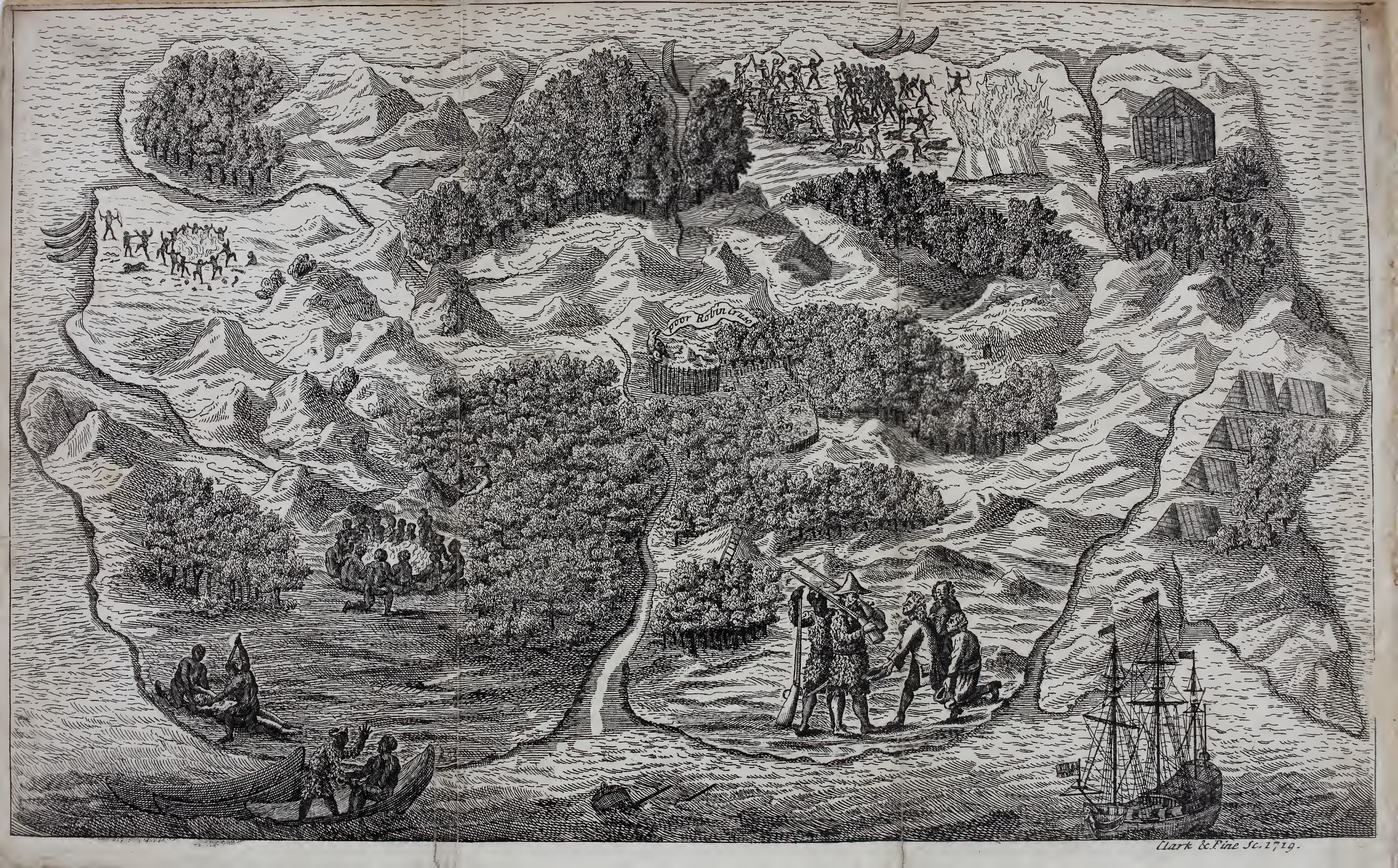
Carte de l'île de Crusoé, « l'Île du désespoir », montrant certains événements du roman.

La première a été profondément influencée par les travaux de Ian Watt, The Rise of the Novel, paru en 1957, puis de M. E. Novak (Economics and the Fiction of Defoe, 1962). Les deux mettent l'accent sur l'individualisme des héros et des héroïnes de Defoe, leur foi dans la force de leur propre promotion (self-help), attitude reflétant à leurs yeux les valeurs d'une société capitaliste qui glorifie le travail et son produit, les biens matériels, en particulier la propriété privée qu'il faut acquérir puis préserver. Ainsi, Robinson Crusoé est lu comme une allégorie de la lutte de l'homme contre la nature hostile qui finit par être domptée,.
Moll Flanders et Roxana, dépeignent deux femmes aux prises non pas avec la nature, mais avec la société, autre milieu hostile où elles doivent survivre avec les seules armes dont elles disposent, le manque de scrupule pour l'une (elle vole) et ses charmes pour l'autre (elle se prostitue). Roxana exploite son fonds de commerce avec beaucoup de talent, accumulant une fortune avec la constance d'une boutiquière de luxe. L'amour devient un bien à négocier, qui doit rapporter des dividendes. Lorsque le lord lui conte fleurette, elle répond que c'est-là une affaire ridicule à moins qu'elle ne s'accompagne du principal, l'argent. Son union avec le Hollandais est décrite par Novak comme la fusion de deux corporations. Même sa beauté est évoquée en termes monétaires, un capital qui rapporte des intérêts,.

#### Le contexte historique

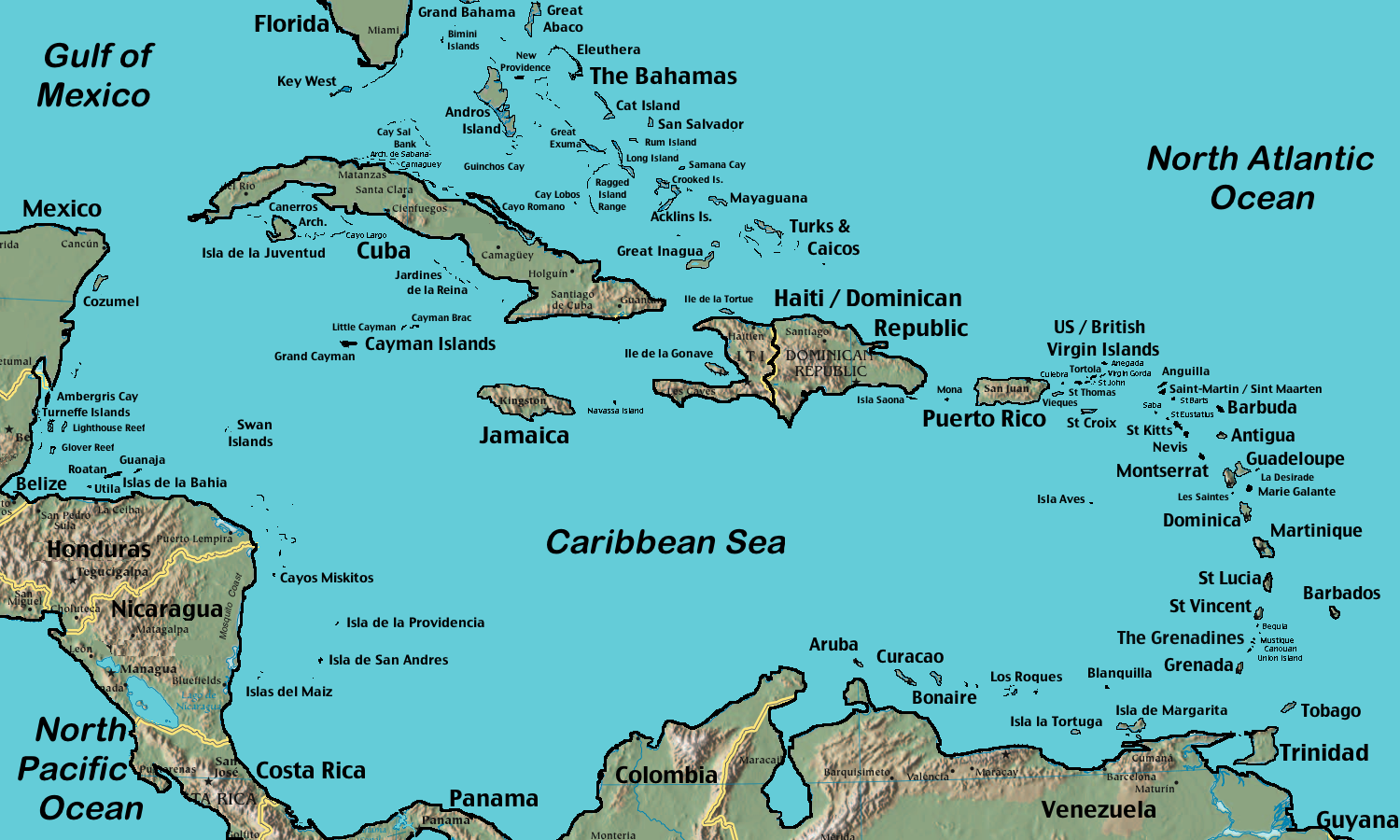
Carte des différentes îles des Antilles

Ces comportements s'expliquent par le contexte historique dans lequel Defoe a conçu son roman. Les premières décennies du XVIIIe siècle furent marquées par le développement spectaculaire du système capitaliste en Grande-Bretagne, avec la montée en puissance de la classe moyenne, celle des fermiers, des manufacturiers, des banquiers, que favorise encore l'expansion coloniale (que Swift n'a cessé de satiriser dans ses pamphlets et surtout à la fin des Voyages de Gulliver) aux Antilles (les Indes occidentales) et en Inde (les Indes orientales). Dans Roxana, Amy prétend être « une riche veuve des Indes orientales »,, et le roman tout entier suinte la magie de ce nouvel Eldorado. Les sociétés par actions fleurissent, la spéculation s'emballe, la Cité de Londres devient une force autant politique qu'économique, et l'argent un thème important chez Defoe, souvent moteur principal de l'action. Roxana, à vrai dire, ne sait que faire de sa soudaine richesse, s'enquiert des moyens disponibles pour l'investir, s'embarrasse de ses bijoux, et recourt aux services d'un expert,. L'argent finit par l'obséder : elle compte et recompte ses sous, fait des listes, des inventaires, cache ses objets de valeur, réinvestit les intérêts reçus, loue ses appartements pour toutes sortes de soirées et se retrouve dans le lit du prince français.
Les marchands draînent d'énormes fonds, et il est significatif que Roxana se déroule en grande partie en Hollande, l'une des premières places financières d'Europe. À ce titre, la topographie revêt une fonction symbolique dans le roman : l'Italie sert de toile de fond à l'idylle avec le prince, mais c'est bien un mari hollandais que choisit l'héroïne. D'ailleurs, Defoe lui prête sa voix pour le lancer dans un panégyrique enthousiaste des échanges commerciaux : « un authentique marchand est le meilleur gentleman de la nation »,, ce qui révèle la collusion des valeurs mercantiles et morales et la fierté des nouveaux-riches d'avoir surpassé en avoirs et en pouvoir la noblesse naguère si enviée.
Dans tout cela, point de satire apparente, car Defoe lui-même est un homme d'affaires qui n'est venu à l'écriture qu'à cinquante-huit ans, spécule et gère une fabrique de tuiles et de briques, vend du vin, du tabac, de la toile, et vers la fin de sa vie, publie The Complete English Tradesman (1726), manuel du parfait marchand, glorification du système commercial anglais, de l'impérialisme du royaume, source de la nation : « Un bien est une mare, mais le commerce est une source »,, ce qui ne l'empêche pas de connaître des déboires, des banqueroutes l'obligeant à fuir pour échapper aux créanciers, et d'être arrêté pour dettes. D'ailleurs, Roxana se fait l'écho de cet épisode en exprimant la peur de l'emprisonnement,.
L'âge de Defoe est celui des combines spéculatives qu'on appelle projects, parfois finissant en de colossales déconfitures, telle l'affaire dite du « La Bulle de la Mer du Sud » (The South Sea Bubble) de 1720 concernant la South Sea Company,. Jonathan Swift s'en est moqué, mais il avait ses raisons, ayant investi 1 000 £ dans la compagnie. À la suite du krach, il fit paraître le poème La Bulle, dans lequel il compare la variation du cours de l'action à l'ascension et à la chute d'Icare munis d'« ailes de papier ». Pour Swift, chaque épargnant ressemble à Icare ruiné par sa chimère. Cet épisode lui donne aussi l'idée de critiquer la société britannique par une métaphore dans les Voyages de Gulliver (1721), où au livre III, la montée fulgurante de l'action de la Compagnie des mers du Sud est rendu par l'accroissement démesuré du personnage principal, le krach par sa miniaturisation.
Defoe, cependant, est l'un des intrigants stigmatisés par l'aristocrate Swift, l'auteur d'un « Essai sur les projets » (Essay Upon Projects, 1697) dans lequel il forge la célèbre expression The Wealth of Nations (« La Richesse des nations »), reprise par Adam Smith dans son Recherches sur la nature et les causes de la richesse des nations, et propose l'instauration d'un impôt sur le revenu, l'amélioration des voies de communication, un système national des retraites, une banque centrale, une Académie britannique sur le modèle de son homologue français, l'assurance obligatoire des armateurs, des asiles pour les déficients mentaux, des institutions pour l'éducation des femmes , etc., bref un programme pionnier qui resta lettre morte. Aussi suit-il l'épisode financier avec angoisse et en décrit les méfaits par une métaphore dans Journal de l'année de la peste (Defoe avait cinq ans en septembre 1666) : les Britanniques y sont pris dans les affres du krach, le narrateur étant un négociant qui traite avec les colonies ; l'action spéculative est assimilée aux germes de la peste et les tables de mortalité collées aux murs correspondent à l'affichage des cours de la Bourse. C'est que pour Defoe, la confiance dans le crédit est nécessaire, le krach de 1720 l'a bien montré, qui a provoqué le doute et la peur.
Pour autant, le développement du commerce et ses aléas modifient profondément l'ambiance de la période, ne serait-ce que parce que les nouvelles habitudes commerciales envahissent la scène littéraire.

#### La contamination de la sphère littéraire

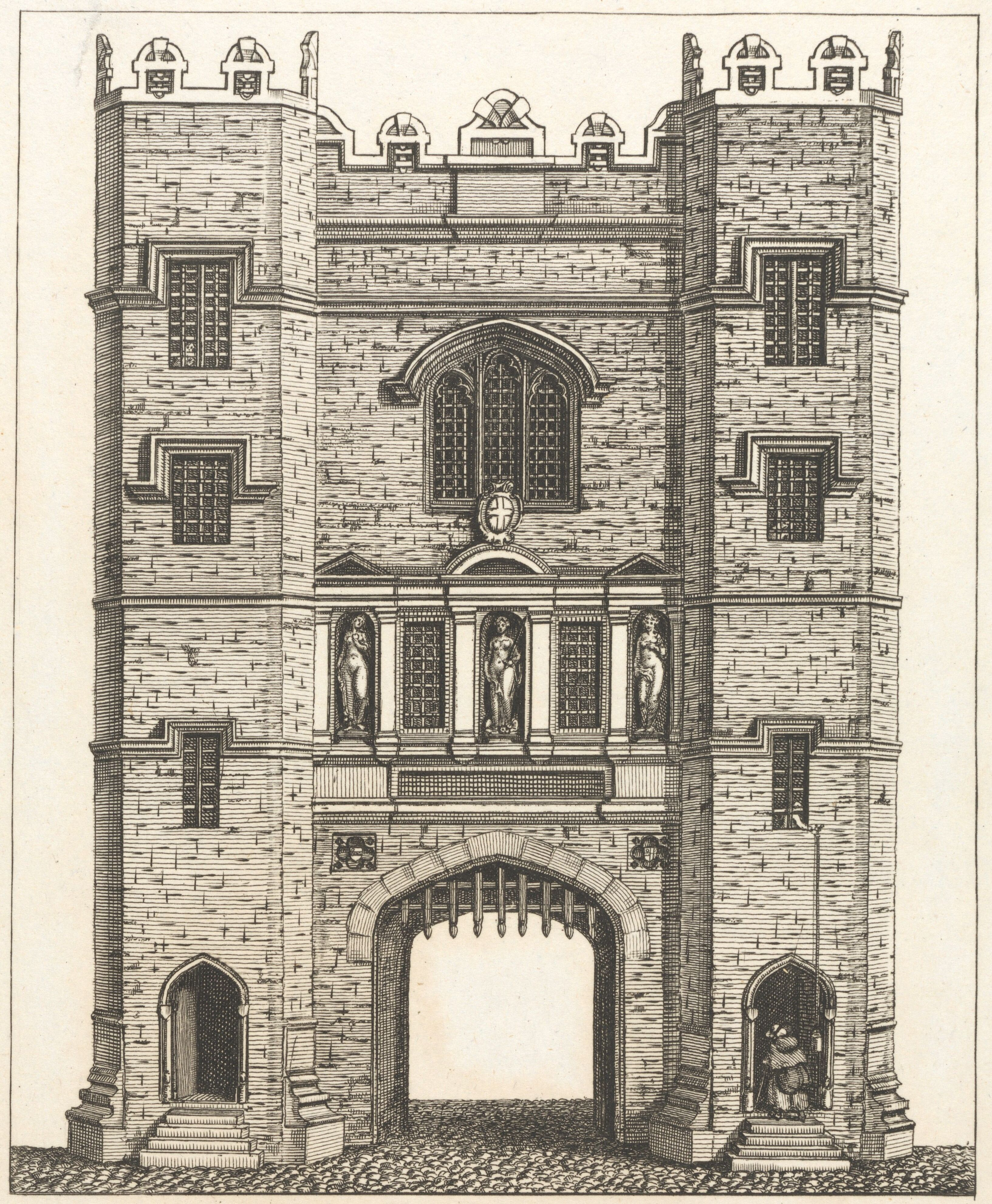
L'ancienne prison de Newgate, remplacée au XVIIIe siècle.

L'impact se fait d'abord sentir sur le contenu, adapté à un nouveau public surtout composé de femmes auxquelles le système laisse beaucoup de loisir et qui deviennent de grandes lectrices de romans. Comme elles sont avides de nouveautés, il faut écrire très vite, ce dont les œuvres portent souvent la trace, avec des répétitions, une certaine verbosité, d'autant que les auteurs sont rétribués à la page ou à la ligne. Les ventes deviennent sujettes au marché et un écrivain comme Defoe apparaît, selon Ian Watt « moins comme un artiste que comme un marchand littéraire »,, ce qui fait de lui un capitaliste des lettres (plus de quatre-cents ouvrages), surtout occupé à sa propre publicité et à la distribution de ses œuvres.
Tous ses romans sont écrits à la première personne, plus rapide, moins contraignante, d'autant que ce sont de pseudo autobiographies qui, par nécessité chronologique, ont une structure linéaire et, à part certaines histoires enchâssées dans l'histoire, ne présentent pas d'intrigues secondaires. D'autre part, l'usage du « je » conduit nécessairement à la contamination personnelle, c'est-à-dire que quelque chose de l'auteur se glisse subrepticement ou volontairement dans le récit, en l'occurrence certains traits typiques de la classe moyenne qu'incarnent ses héros et ses héroïnes.
Tous, et Roxana au premier chef, revendiquent leur individualisme, typique d'une société qui s'écarte de plus en plus du système féodal en adoptant les valeurs économiques du capitalisme et religieuses du protestantisme : ils ou elles entendent grimper l'échelle sociale par leurs seuls moyens, l'intérêt personnel appuyé sur l'autonomie servant de moteurs à leur conduite ; Roxana, comme Robinson et Moll avant elle, ne subissent pas le monde mais s'imposent à lui. La contrepartie de cette indépendance revendiquée est l'isolement, que typifient l'enfermement de Robinson sur une île, le peu d'amis qu'a Roxana et sa phobie d'autrui justifiant son éternelle plainte qu'elle ne peut compter sur personne.
L'une des conséquences de cet individualisme à tout crin est la montée du crime. Tous les héros et toutes les héroïnes de Defoe sont des marginaux, prostituées, voleurs, pickpockets, pirates. Le vol est encouragé par l'importance donnée à la propriété privée et, selon un procédé dialectique, la sévérité de la loi conduit à des absurdités, des peccadilles punies par la mort, la peur obsessionnelle de Newgate (où Defoe séjourne en 1703 après la publication de son pamphlet ironique The Shortest Way with the Dissenters, 1702). Voler devient donc partie intégrante du système économique, Moll Flanders préférant cette solution à la mendicité, jugée honteuse et pécheresse, puisque selon l'éthique puritaine, la richesse reste dévolue aux vertueux qui « s'aident eux-mêmes ». Ainsi, la société est devenue une jungle où prime la loi du plus fort, assez semblable à celle que dépeint Hobbes dans le Léviathan, où le monstre représente l'État,.

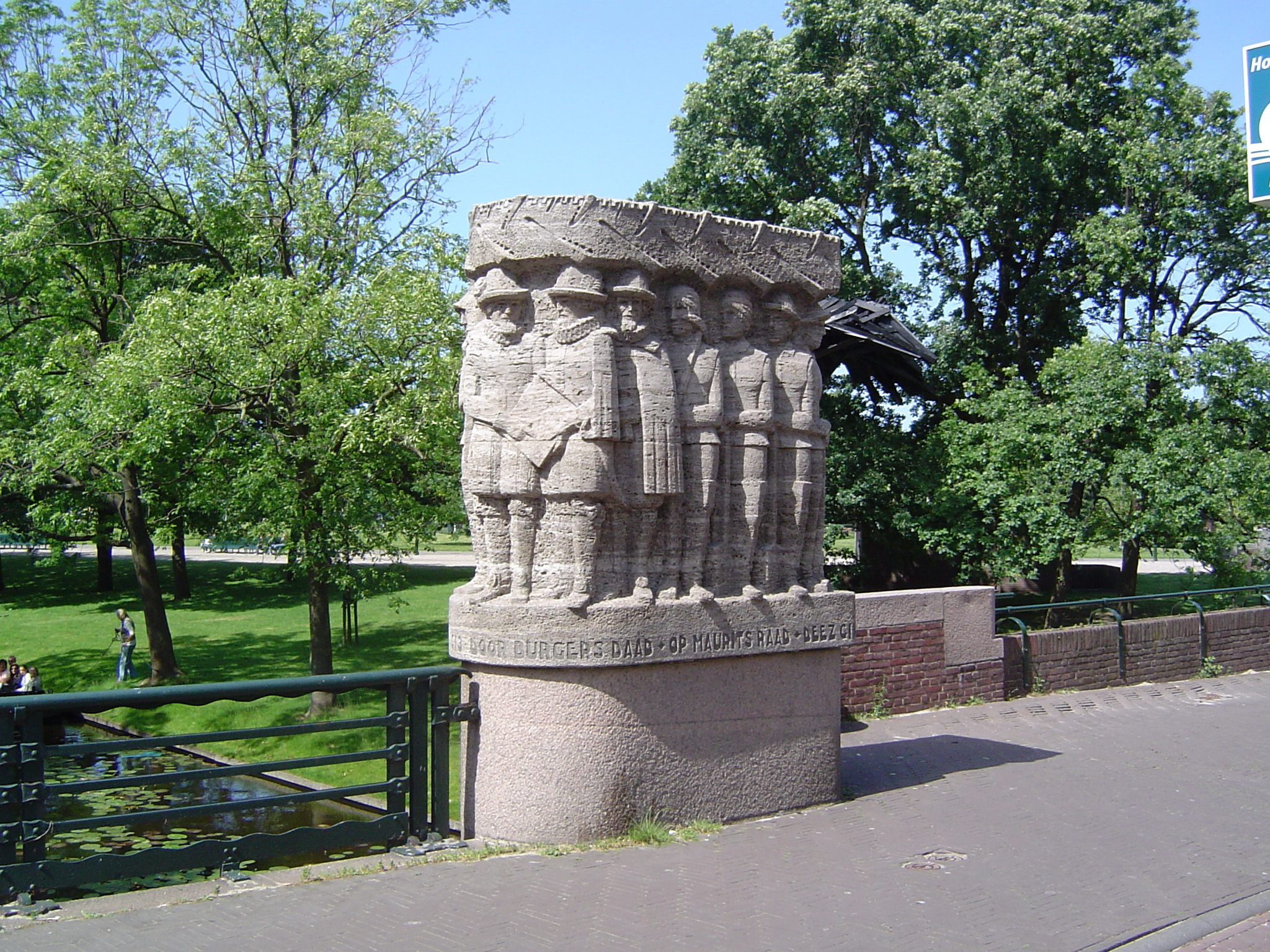
Monument au prince Maurice et aux citoyens de La Haye du XVIIe siècle.

Deux vertus bourgeoises animent Roxana, la diligence et le souci de l'économie (industry and thrift), encore qu'elle ne les met en pratique que pour s'assurer une vie de loisir. Dès la première page du livre, évoquant la négligence de son mari, elle dénonce la paresse, le laisser-aller, et plus tard au cours de l'histoire, elle expose un « plan de frugalité » pour réduire ses dépenses,, si bien que lorsqu'elle prend sa retraite de courtisane, elle s'est assurée une belle fortune lui rendant la vie simple de quakeresse qu'elle entend désormais mener d'autant plus sereine. D'autre part, le développement de la vie sociale tend vers un grégarisme de plus en plus accentué : on se rencontre dans des cafés à la mode, des clubs, et se produit une sorte de nivellement faisant de chacun une personne ordinaire. Les héros de roman ne sont plus des êtres exceptionnels, mais des bourgeois auxquels les vicissitudes du sort imposent l'application des vertus de leur classe pour se sortir de l'impasse : même Robinson Crusoe est un homme ordinaire, non pas un marin mais un marchand de York habitué au confort et qui répugne à se retrouver dans une île « horrible », puis s'organise une existence faite de tâches quotidiennes. Rien de romantique en lui, rien d'exotique non plus dans son environnement qui ressemble beaucoup à la campagne anglaise. En quelque sorte, il est à l'image de son lecteur qui, dans les circonstances, aurait agi exactement de la même façon, c'est-à-dire avec un esprit éminemment pratique.
Cet esprit pratique implique chez les héros de Defoe que les moyens sont subordonnés aux besoins, sans que s'y mêle le sentiment, qu'il soit pitié ou passion. Roxana refuse d'épouser le marchand hollandais parce qu'elle craint de ne plus avoir la haute main sur sa fortune, et la seule émotion qu'elle peine à réprimer est la joie qui l'envahit alors que le prince lui offre une rivière de diamants. Pour elle, l'amour n'est que perte de temps et le péché ne découle pas d'une fascination pour le mal, mais d'un concours de circonstances avec lesquelles il faut bien composer. Comme l'écrit William Minto, à l'instar de ses confrères en littérature, elle n'a cure que de « manier l'intrigue avec dextérité »,.
Cependant, afin de légitimer leur comportement, les héros de Defoe cherchent à se donner le cachet de la respectabilité : Roxana en est obsédée au point de singer ceux qu'elle trouve irrésistiblement étincelants. Ainsi, sa vanité fait bon ménage avec son avarice, et même réussit parfois à l'emporter, par exemple lorsque le marchand hollandais achète le titre de baronnet, ce qui fait d'elle une « lady », et sa fierté monte au zénith quant à La Haye elle reçoit celui de « comtesse » et est autorisée à placer une couronne à l'arrière de son carrosse. Pour cette classe moyenne qui réussit, l'argent remplace la naissance. À la différence de la France où l'aristocratie constitue une caste inaccessible, la société anglaise de la fin du XVIIe siècle et du début du XVIIIe siècle s'avère fluide et perméable, la noblesse relativement ouverte, avec des entrées issues de la classe moyenne supérieure, mais aussi des sorties, par exemple celles des enfants qui se marient à des roturiers. Comme le résume Defoe :
|  | « Fate has but very small distinction set Betwixt the counter and the coronet » |  | « Bien peu distingue le destin Entre le comptoir et la couronne » |

### L'interprétation religieuse

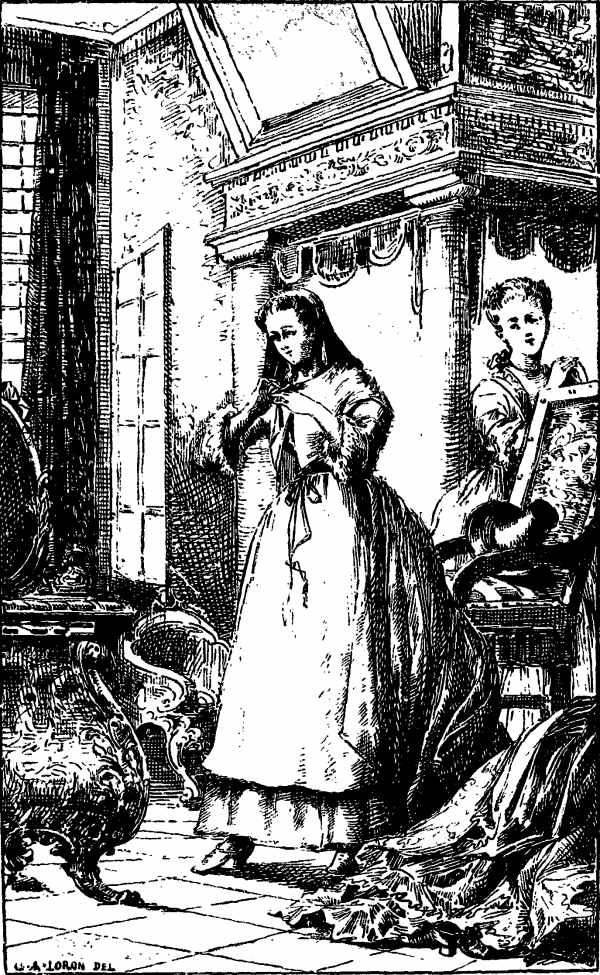
Roxana à la toilette, avec l'aide d'Amy.

Ce qui est souligné pour étayer cette interprétation est la dette de Defoe, aussi bien dans Robinson Crusoé, Moll Flanders et Roxana, à la littérature de dévotion du XVIIe siècle, en particulier une forme très traditionnelle de l'autobiographie spirituelle dont le prototype a été en 1666 Grace Abounding to the Chief of Sinners (« La Grâce inonde le plus grand des pécheurs ») de John Bunyan dans lequel le narrateur retrace à la première personne les différentes étapes de sa conversion. Ainsi, Robinson devient une allégorie de la régénération et de la sanctification ; Moll la victime d'une vie de dissipation qui trouve la contrition et le repentir ; Roxana, une sorte de compromis entre l'appât du gain et la prise de conscience de ses conséquences morales. J. Paul Hunter souligne à ce sujet l'influence de la littérature puritaine issue de l'éducation même reçue par Defoe et montre qu'en parallèle avec la technique réaliste, il a recours à une méthode allégorique et emblématique pour exprimer sa vision de la vie : dans Roxana, par exemple, il fait un ample usage des scènes d'orage et de l'imagerie du tonnerre symbolisant la colère divine,.

#### Le profit, offrande à Dieu

Le Culte de Mammon, Evelyn De Morgan, vers 1909.

Il y a complémentarité entre le capitalisme naissant et l'éthique protestante : la pauvreté n'est plus considérée comme une vertu ouvrant les portes du Ciel, mais vue avec suspicion ; doctrine selon laquelle le profit est le témoignage de l'approbation divine, le travail sanctifié, la prospérité, le bien-être matériel, l'accumulation des richesses autant de prières. Économiser de l'argent, c'est sauver son âme, car Dieu n'aide que ceux qui s'aident eux-mêmes. Les presbytériens, les puritains, les non-conformistes fleurissent parmi les marchands et commerçants, surtout à Londres. Roxana est la fille d'une riche famille huguenote, et les héros de Defoe, Robinson, Colonel Jack, voient leur fortune spirituelle grandir avec leur prospérité matérielle. Le cas de Roxana est certes différent : chez elle la réussite en affaires ne coïncide plus avec l'élévation morale, comme le montre, entre autres, l'épisode du marchand hollandais dont « l'heureuse diligence », issue de son honnête labeur, s'oppose à la « prospère luxure » de sa compagne, fruit de l'indolence et du péché. La richesse a eu raison de sa conscience morale : il lui a été impossible de servir deux maîtres à la fois et elle a préféré Mammon à Dieu.
Roxana, il est également vrai, se décrit comme une putain protestante (a Protestant whore) et reste fidèle à cette obédience, refusant par exemple de se confesser à un prêtre papiste, prônant les vertus typiques du Puritanisme, l'économie et la diligence, exprimant sa haine du gaspillage et de l'extravagance, même lorsqu'elle est entretenue. Elle demeure convaincue de la méchanceté naturelle de l'homme, surestimant même son machiavelisme jusqu'à se tromper sur le tempérament du marchand hollandais qu'elle croit vénal, calculateur et coureur de fortune,.

#### Le chemin de la vie et la Providence
L'influence religieuse se fait aussi sentir dans les thèmes exploités par Defoe dans le roman. Les puritains représentent souvent la vie comme une vallée de larmes par laquelle l'homme chemine en affrontant une série d'épreuves rédemptrices. Pourtant, Roxana garde la tête froide et ne cache pas que « le repentir suscité par l'appréhension de la mort diminue à mesure que diminue cette appréhension, et les grandes scènes de repentir, tempêtes sous un crâne ou lits de mort, sont rarement authentiques »,. En cela, elle rappelle « Vie et Mort de Monsieur Mauvais » (The Life and Death of Mr Badman) qu'elle parodie inconsciemment en évoquant son propre voyage de mal en pis,,. Ian Watt écrit à ce sujet que « les puritains voyaient le monde entier et chaque incident dont ils faisaient l'expérience grouillant de signes secrets de l'intervention ou de l'intention de Dieu »,.
De fait, Roxana n'est pas exempt d'un surnaturel diffus, lié à la conscience ou, plus souvent, l'inconscience de l'intervention providentielle dans la vie. Par exemple, la bonté du logeur n'est pas perçue comme « la manifestation de la bonté du Ciel »,, et les « causes secondes » (second causes), c'est-à-dire les instruments de la Providence. Dans le roman de Defoe, elles ne sont pas reconnues à temps : le marchand hollandais a été opportunément privé de sa femme et émet de sombres prédictions sur l'avenir de Roxana, mais sans effet immédiat, alors qu'elles sont prophétiques. Ces « causes secondes » servent aussi à infliger le châtiment mérité, le plus puissant exemple étant celui de Susan, la propre fille de Roxana, sa « peste » et son « tourment », puis l'agent d'une implacable divinité vengeresse la poursuivant sans merci.. À un certain moment dans l'histoire, le prince se convertit : c'est-là un avertissement, un signe de ce qu'elle-même devrait faire, alors qu'il en est encore temps, mais ne fait pas. De plus, le surnaturel se manifeste au plus profond de l'individu par des prémonitions, des pouvoirs visionnaires : ainsi Roxana entrevoit la mort de son mari, rêve du cadavre de sa fille, sait d'avance qu'elle aura la visite du marchand hollandais ; c'est ce qu'elle appelle sa « deuxième vision » (second sight). Il y a là des relents de la croyance calviniste en la prédestination, traduite ici en termes de déterminisme social et psychologique.

#### Le surnaturel et le réalisme puritain
Defoe reste donc fidèle à lui-même, très versé dans les sciences occultes, les apparitions, la sorcellerie, les fantômes, etc., intérêt l'ayant conduit à publier plusieurs ouvrages sur ces questions, Essay on the History of Reality and Apparitions, Political History of the Devil, A System of Magic, Life of Duncan Campbell, the Conjurer and Fortune-Teller, Apparition of Mrs Veal. William Hazlitt écrit qu'il n'existe aucune contradiction entre son réalisme et ses croyances surnaturelles, car « ses impressions de tout ce qu'il a conçu sont si vivaces et si littérales qu'elles ne font plus guère la différence entre la réalité et l'imagination »,,.
L'influence puritaine explique en partie le choix de sa technique. Les puritains se méfient de la fiction qui, telle qu'elle apparaît dans les arts de l'imagination, la poésie, le drame, l'épopée, relève du mensonge, voire de l'immoralité. D'ailleurs, le théâtre est banni et le seul médium disponible reste le roman auquel Defoe s'efforce de donner un cachet de réalité, insistant sur la véracité de ses histoires, comptes rendus, sans une once d'invention, de faits avérés : « non pas une histoire, mais une Histoire »,, est-il écrit dans le préface à Roxana.

## La satire
Defoe a été l'un des premiers romanciers à se servir de la satire pour critiquer les mœurs de son temps. Avant lui, des ouvrages comme Le Voyage du pèlerin de John Bunyan s'attaquaient à la volupté, la vanité, etc., c'est-à-dire aux défauts universels de la nature humaine, mais avec lui, c'est l'Angleterre de la fin du XVIIe siècle et du début du XVIIIe siècle qui se trouve visée.

### La satire morale

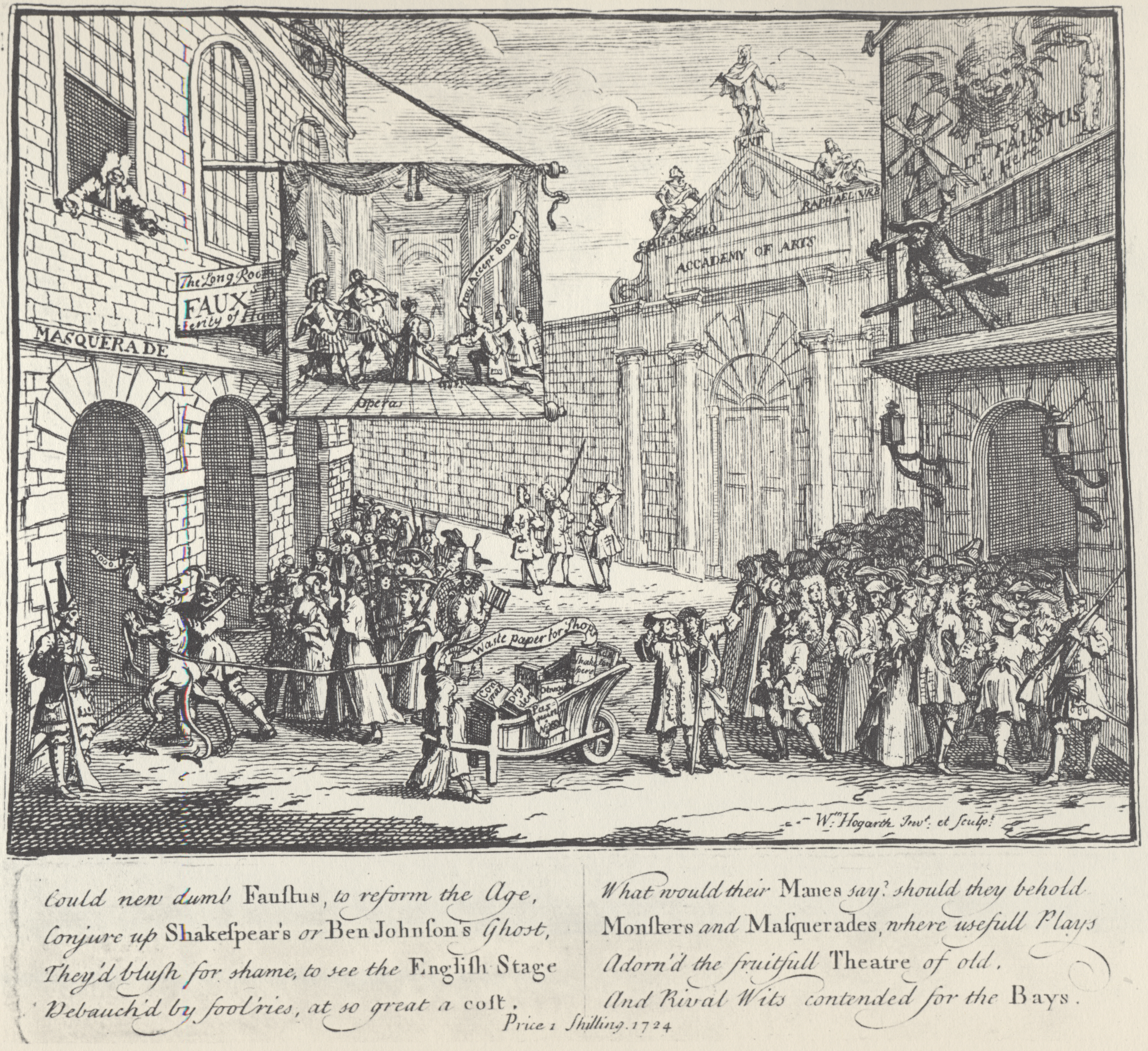
Le Goût de la ville par Hogarth, première estampe, avec une référence à Anthony Pasquin dans la brouette.

L'attaque n'est pas frontale mais fait un détour historique, passant par le règne de Charles II alors que c'est celui de George Ier dont il est question. Ce petit stratagème est prudent mais ne trompe personne, d'autant que la critique concerne surtout la haute société dont la moralité est au plus bas. Deux années plus tard en 1726, Swift mettra en scène à sa façon dans Les Voyages de Gulliver la corruption régnant à la cour de Charles II ; c'est aussi ce que fait Roxana qui en égrène les vices ; une façade élégante et raffinée, mais un hédonisme sceptique et dissolu, où fleurissent des perversions couvrant l'entière gamme du genre, adultère, polygamie et polyandrie, amants et maîtresses à gogo, pléthore d'enfants illégitimes chez le roi et son frère, le duc de York, futur Jacques II d'Angleterre, sans compter les turpitudes des courtisans, comme celles du lord anglais dans Roxana.
Après l'austérité imposée par Oliver Cromwell, puis de son fils Richard durant le Protectorat et le Commonwealth, l'Angleterre connaît, dès le retour du roi en 1660, une explosion de frivolité avec des festivals, des fêtes populaires, des spectacles de rue, des théâtres bondés. Defoe est un non-conformiste que cette permanente gaieté ambiante ne réjouit que fort peu : il en réprouve les excès, en particulier la licence des mœurs. Aussi décide-t-il de la prendre comme modèle pour fustiger celle de son temps qu'il croit tout aussi répréhensible. Dans Roxana, il dénonce avec virulence les scènes dites de « mascarade » ou « ridotto » (masquerade scenes) qui lui paraissent concentrer l'essence de cette immoralité ; déjà le nom de son héroïne évoque l'Orient dépravé, et s'y ajoute pour l'occasion la robe à la turque. En quelques traits évocateurs, car il ne s'étend pas sur le sujet, il en condamne l'effet qu'il juge délétère, car ces bals masqués ou rencontres avec déguisements s'accompagnent de tout ce qu'il hait, les jeux d'argent, les beuveries, la promiscuité sexuelle, la prostitution. D'ailleurs, il n'est pas le seul, les autorités publiques tentent, en vain, d'imposer des limites à leurs activités en publiant une proclamation royale en 1724 ; l'évêque de Londres, Edmund Wilson, les dénoncent comme des lieux de perdition à St Mary-le-Bow devant la « Société pour la réforme des mœurs » (Society for the Reformation of Manners), à quoi John Heidegger, le principal organisateur de ces réjouissances, répond par un poème satirique :
| « In strains prophetick, you foretel What sad disasters must betide The wives and daughters of Cheapside If, mixing with the Courtly crowd, They wear disguises a la mode » |  | « En accents prophétiques vous présagez Les tristes désastres qui s'abattront Sur les épouses et les filles de Cheapside Si, se mélangeant à la foule des courtisans Elles portent des déguisements à la mode » |

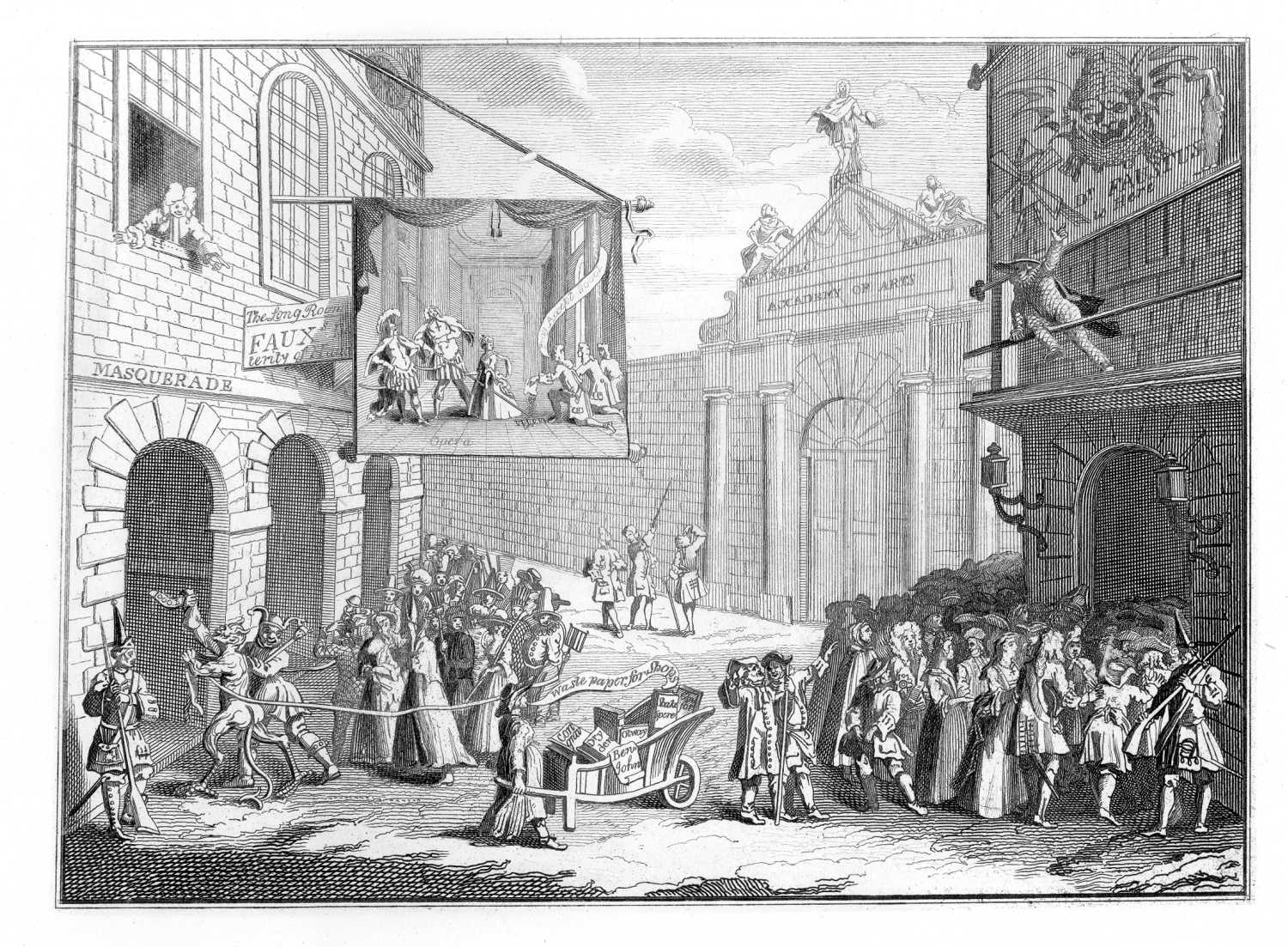
Le Goût de la ville par Hogarth, deuxième estampe, avec une référence à Ben Jonson.

Hogarth publie sa célèbre estampe Masquerades and Operas, Or the Taste of the Town où la foule se précipite pour aller à la mascarade d'un côté et à l'opéra italien de l'autre, tandis que sont détruites les œuvres de William Congreve, John Dryden, Thomas Otway, William Shakespeare et Joseph Addison,,.

### La satire économico-sociale
Dans Roxana, la satire touche également au système économique et à l'organisation sociale. Defoe, le grand mercantiliste, le champion de la bourgeoisie montante, le louangeur du marché entonne l'hymne des échanges commerciaux, de la prospérité matérielle qu'ils induisent, et surtout celui de la circulation, à partir des colonies, des métaux précieux, l'or et l'argent, dont les gouvernements ont besoin pour asseoir leur puissance, tandis qu'ils limitent les importations et accroissent les exportations pour stimuler les échanges, fontaine des richesses. D'ailleurs, Roxana elle-même se définit comme un « marchand au féminin » (she-merchant),.
De plus, l'économie exerce une influence décisive sur la psychologie humaine, jouant un rôle majeur dans la formation de la personnalité. Cette conception range Defoe parmi les environnementalistes, convaincus que le caractère se forge au contact de l'environnement personnel, à l'opposé des innéistes selon lesquels certaines idées ou structures mentales sont présentes dès la naissance. Bien qu'à peine esquissée dans Roxana, cette analyse inverse le proverbe habituel issu de la tradition chrétienne : « La paresse est source de tous les maux » (Slothfulness begets Poverty), et lui substitue « La pauvreté induit la paresse » (Poverty makes slothfulness). Dans les pamphlets de Defoe, les pauvres ne sont pas des oisifs, mais des victimes, des laissés pour compte. D'où la terreur obsessionnelle de la misère qu'éprouve Roxana, responsable, selon elle, de tous ses maux,, et sa cupidité compulsive, qu'elle appelle « son avarice ».
Aussi est une nouvelle fois posé le problème de sa responsabilité : la vie dissolue qu'elle mène lui a-t-elle été imposée ou l'a-t-elle choisie ? A-t-elle été victime d'un effet d'accumulation ? Dans son journal The Review, Defoe apporte sa réponse : « Les hommes volent pour avoir du pain, les femmes se prostituent pour avoir de pain ; la nécessité est mère de tous les crimes »,, leitmotiv encore repris par Moll Flanders qui écrit « la pauvreté est la malédiction de la vertu »,,.
Quand le projecteur de la satire s'arrête sur un problème social, la réaction de Defoe peut prendre plusieurs directions, parfois conservatrice, en d'autres cas révolutionnaire, à l'occasion silencieuse. Par exemple, les relations entre époux lui paraissent mal équilibrées, le statut matrimonial des femmes ne leur laissant aucune existence légale et les privant de liberté et d'indépendance ; en revanche, celles qu'entretiennent les maîtres et leurs domestiques sont régies par un code hiérarchique auquel il convient de ne rien changer : les domestiques ont un devoir de réserve leur imposant la déférence et la discrétion, tandis que le chef de famille sert de guide à la maisonnée, ce que prouve a contrario la dégénérescence morale de Roxana qui entraîne la corruption d'Amy ; quant aux liens unissant parents et enfants, l'exemple que donne Roxana n'est pas de nature à susciter l'approbation du narrateur : il est d'évidence que Defoe condamne son autoritarisme envers le fils qu'elle a eue du joaillier, comme son indifférence envers Susan dont la frustration se mue en haine.
Le problème le plus aigu, cependant, reste celui de la bâtardise : entretenir une maîtresse est chose courante et même un devoir mondain parmi les hommes des classes supérieures, mais « le pays regorge d'enfants illégitimes »,, promis à la honte, ce que Defoe s'efforce de rectifier en expliquant que l'honneur des familles n'est pas souillé par leur présence, que la loi ordonnant leur remise à la paroisse est une indignité, d'autant que le rude traitement qui leur est réservé, la malnutrition qui s'ensuit, font que leur taux de mortalité dépasse de loin celui de la population. Dans le meilleur des cas, la paroisse s'en débarrasse en les mettant en apprentissage, comme le fait d'ailleurs Roxana par l'entremise d'Amy pour son fils,.

## Crime et Nemesis
Robert D. Hume écrit que Roxana est « pratiquement conçu, tant son schéma moral est clair, comme une moralité »,,. Contrairement à Moll Flanders dont l'appétit de délinquance jure avec le repentir qui le suit, le crime et le péché sont réellement punis, sinon matériellement mais psychologiquement et spirituellement. Pourtant, l'histoire de Roxana se lit d'abord comme une course aux apparences et à l'enrichissement, ce qui en fait une sorte d'anti Voyage du pèlerin et de Mr Badman.

### Le crime et le péché
Le crime appartient au domaine séculier, le péché relève du religieux, et le roman raconte le lent cheminement qui conduit l'héroïne de la vertu, son état initial, jusqu'au vice ; de la pauvreté innocente à la « prospère scélératesse »,, de l'épouse spoliée à l'heureuse maîtresse.
Si Defoe atténue certaines de ses fautes pour lui garder la sympathie du lecteur, la rendant victime d'un sort hostile et soumise à une abjecte pauvreté, il ne saurait l'exonérer impunément de ses manquements à l'ordre social, au code moral et aux lois divines. Aussi condamne-t-il Roxana aux affres de la honte léguée par le péché, et la leçon est martelée jusqu'à l'ultime phrase du roman qui, remontant des effets aux causes avec l'implacabilité d'un déterminisme calviniste, évoque : « Le repentir […], le malheur […], le crime »,,.

#### La perte de la vertu
En effet, si la pauvreté peut excuser ses premiers écarts de conduite, Roxana est bien consciente dans sa rédaction rétrospective que « le besoin m'a d'abord débauchée et la pauvreté a fait de moi une putain, l'excès d'avarice, l'appât du gain et une trop grande vanité m'ont ensuite conduite à persévérer dans le crime, et je n'ai été jamais été capable de résister aux flatteries des grands de ce monde »,. Le pouvoir que lui confère l'argent l'enivre et l'incite à enfreindre les lois civiles et morales : « comme nos passions nous induisent en erreur, et comme nous nous conduisons dangereusement, lorsque nous suivons les exigences d'un esprit ambitieux »,,.
Le long chemin de Roxana commence par la perte de sa vertu qui s'échelonne en plusieurs stations sur son chemin de croix. Le premier péché, commis avec le joaillier, demeure inacceptable au regard de la loi morale, mais se justifie selon la loi naturelle. Comme l'explique Amy qui se fait le porte-parole de la nécessité, c'est la faim qui, ici, impose son choix, ce que n'approuve pas pour autant Defoe qui s'inspire peut-être des romans galants de son temps. Roxana n'est pas dupe d'elle-même qui écrit « je reçus ses bontés aux dépens de mon cher corps et de mon âme, plaçant en gages foi, religion, conscience et pudeur pour, si je puis dire, un crouton de pain, ou, si l'on veut, je fis la ruine de mon âme selon un principe de gratitude et me donnai au diable pour me montrer reconnaissante envers mon bienfaiteur »,, encore que ce principe varie selon les circonstances et s'applique avec vigueur lorsqu'il sert ses intérêts, par exemple eu égard à sa dette envers le marchand hollandais lorsqu'il lui propose un mariage honorable. La culpabilité ressentie est alors au carré, le péché se commet yeux grand ouverts.
Le deuxième péché est celui de l'adultère avec le prince, car bien que faussement mariée, Roxana se référait à son « mari » ; or la voici reléguée ou, suivant son humeur, promue au statut de maîtresse entretenue. Même si elle se persuade que cette union est tout à fait « légale »,, elle sait fort bien que ce prince est marié et a de nombreuses autres maîtresses. Ce n'est plus le besoin qui l'a mise dans les bras de cet aristocrate, mais la vanité. Sa conscience morale se trouve alors comme neutralisée, submergée par « la tranquillité, la satisfaction, la joie […] une sorte de retraite joyeuse »,,.
Troisième station, et Roxana, sans honte, sans état d'âme, se déclare « putain » (whore) et fait étalage de sa condition. Elle dupe le marchand hollandais qui, lorsqu'elle se glisse en son lit, croit en un possible mariage, alors qu'elle n'éprouve « aucun penchant à se retrouver épouse »,, la prostitution s'avérant un gage de liberté et d'enrichissement.
Se pose maintenant le problème du vieillissement. Roxana est à Londres et la prévoyance la pousse à s'encanailler davantage, car la beauté n'a qu'un temps : « la plus haute marée a son reflux »,. Désormais parvenue au faîte de son ascension sociale, puisqu'elle fréquente le roi, foin de la vertu et que prospèrent ses investissements. Defoe reste peu disert sur cet épisode, mais qu'il serve à accentuer la dégradation morale de son héroïne semble évident au regard du contexte historique qui fonctionne comme ce que T. S. Eliot appelait un « corrélat objectif »,, ; ainsi Roxana vit en royale compagnie pendant trois années, dans la discrétion de ce qu'elle appelle son excursion, c'est-à-dire, comme l'indique l'étymologie avec ses sous-entendus moraux, son « écart », dont elle sortira avec le sentiment d'avoir été « rejetée » (cast off). Là commence sa descente aux enfers.

#### De la passivité à l'activité
| Processus de corruption | Roxana victime des événements | Passivité | État de corruption | Roxana consciente de son moi profond | Stade intermédiaire | Agence de corruption | Roxana devient le moteur de sa corruption | Activité |

Dans cette évolution, Amy joue un rôle important, agissant comme vecteur du passage du stade 1 au stade 3. D'abord vue au service d'une puissance infernale, the Devil's agent'(« l'agent du Diable »), comme l'appelle Roxana qui, sur les conseils de sa servante, accepte de partager le lit du joaillier, elle gagne peu à peu du terrain et convertit sa maîtresse à l'adoration des biens matériels. C'est alors que Roxana entreprend de propager le mal par elle-même, car elle se trouve désormais « taillée pour n'importe quelle vilenie » (fit for any wickedness). Ironiquement, son premier succès est de corrompre Amy en la glissant dans la couche du propriétaire, ce qui fait d'elle une entremetteuse doublée d'une voyeuse, mais surtout une femme rouée sachant ménager ses arrières : Amy restée vierge serait devenue le miroir positif de sa propre immoralité, ce qui, de toute façon, aurait bafoué la nécessaire hiérarchie. La relation entre ces deux femmes a donc quelque chose de dialectique, puisqu'à tour de rôle, elles se corrompent l'une l'autre, « telle maîtresse, telle servante », écrit-elle,,.
Le passage de Roxana au stade actif s'accentue encore lors de sa promotion de vulgaire catin à courtisane de haut vol ; désormais, elle se fait prosélyte, dénonçant avec zèle l'institution du mariage pour promouvoir la prostitution comme source de confort et de bonheur. Si au début elle étouffait sa conscience morale tout en gardant en éveil sa conscience cognitive, la voici, avec le prince, qui éteint l'une et l'autre, usant pour ce faire d'arguments spécieux, la légitimité naturelle de ses actes, le pouvoir de la tentation, la faiblesse innée de l'être humain, etc. Bientôt, sa perception intellectuelle s'obscurcit, elle se dit « stupide et insensée »,, incapable de comprendre les appels secrets de la Providence ; elle est devenue moralement aveugle : le vice lui paraît normal : incapable de la moindre introspection, la vilenie la laisse indifférente et « les fumées de la léthargie ont assoupi son âme »,,.
S'ensuit l'attirance d'un luxe effréné ; son appartement de Paris se remplit de trésors comme un musée ; elle voyage dans l'Italie opulente des riches ; revient à Londres dans le quartier le plus résidentiel, où la sert une cohorte de domestiques. Pour Defoe, l'excès de luxe est un péché, alors que les partisans de Mandeville, (1670-1733) y voient un moteur de l'économie, un vice utile à la communauté. Quant à la prostitution, Mandeville en a fait l'éloge en 1724 dans son A Modest Defense of the Public Stews, or An Essay upon Whoring (« Humble défense des bordels publics, ou essai sur la prostitution »), car selon lui, les maisons closes protègent la vertu des jeunes filles de la classe moyenne qui, autrement, seraient la proie des hommes. Dans les deux cas, Defoe prêche le contraire : ni le luxe ni la prostitution ne sauraient trouver grâce à ses yeux ; pour lui, La Carrière d'une prostituée, chemin suivi par son héroïne, est certes lucrative, mais moralement dégradante,.

#### Une armure protectrice
Roxana a besoin d'une carapace pour se protéger, des autres comme d'elle-même, et pour ce faire, elle élabore un système complexe qui se met peu à peu en œuvre avec une précision d'horloge. Sa première ligne de défense est la tromperie et le mensonge. Dès les premières pages, le ton est donné : elle se fait livrer une voiture-leurre (mock coach), et bien des gens mentent en son nom, « une certaine personne » par exemple, qui dit au prêtre de Saint-Sulpice que son mari est catholique. Elle-même leur emboîte le pas et ment à tout un chacun, s'appelle « Madame » alors qu'elle a refusé le statut d'épouse, déclare au prince qu'un de ses frères est abbé près de Poitiers, trompe Sir Robert Clayton sur le montant de sa fortune, le marchand hollandais avant et après son mariage, allant jusqu'à lui assurer faussement qu'elle est enceinte, etc..
Son choix d'une quakeresse comme amie conduit à des effets d'ironie dramatique, car les quakers sont notoirement connus pour leur détestation du mensonge et de l'hypocrisie. En quelque sorte, la normalité de l'amie sert de repoussoir à la duplicité de Roxana et par là, la met en valeur aux yeux du lecteur. Ainsi, la quakeresse, pleine d'admiration, la décrit comme « une personne au-dessus de toute tromperie » (a person above any disguise), et Amy déclare en innocence que sa maîtresse n'est qu'une « gente et humble dame » (fine modest lady), alors qu'il s'agit-là de définitions a contrario du personnage. Parfois, l'héroïne se donne elle-même le change et, se complimentant à l'envers, se décerne une médaille d'honnêteté intellectuelle, comme lorsqu'elle qualifie sa conduite de « vraie hypocrisie », oxymore révélateur,.
Deuxième ligne de défense, la mobilité, vestimentaire, patronymique, spatiale. La parure de deuil apparaît, bientôt suivi des habits du demi-deuil, alors qu'il n'y a personne à pleurer. Puis les tenues les plus diverses se suivent ou se télescopent, depuis le déshabillé jusqu'à la robe à la turque, l'accoutrement du quaker, le tissu à l'italienne ou le damas à la française. De même, les identités se succèdent, comtesse de…, connue sous le nom de…, etc., si bien que « les noms deviennent des guides peu fiables de l'identité de l'héroïne »,, et « comme ses costumes différents, les noms qui se succèdent rendent impossible de localiser ses couleurs natales »,,. À cela s'ajoutent enfin les déplacements : alors que Roxana aspire souvent à une vie retirée, par exemple dans la campagne hollandaise ou au cœur de Londres, ce qui implique la soumission à l'autorité masculine, elle reste paradoxalement attirée par « l'indépendance de la femme libre »,,, d'où sa mobilité permanente, passage des frontières, vie nomade et cosmopolite, mais dans la dernière partie du roman, ce qui aurait pu passer pour un idéal conforme au modèle littéraire de la picara, sans cesse en quête de fortune ailleurs, se tempère de motivations plus terre à terre, car c'est alors la peur qui la pousse à fuir et se cacher.

#### L'impossible oblitération du passé
Elle est pourtant rendue nécessaire parce que Susan et Amy sont devenues intimes, et que la fille s'enquiert de sa mère, deux circonstances qui conduisent Roxana à « se donner une configuration de vie qui ne lui porterait pas préjudice aux yeux de sa propre famille »,. Aussi tente-t-elle de briser avec son passé : à Kensington, sa réputation est au plus bas, elle décide donc de « déplacer sa personne », dans un autre quartier. L'expression est révélatrice : l'emploi du mot being (« être ») implique une mutation essentielle, mais ici, ce n'est qu'une translation, non une conversion, d'un déplacement spatial, non moral, touchant aux seules apparences ; nouveaux vêtements, voiture repeinte,. Le texte s'empare tout à coup du thème de la peinture ou de la non-peinture ; plus de dorures pour donner le change de la simplicité, se couler dans une nouvelle « forme », se dessiner une « silhouette neuve », se faire respectable, jouer les repenties en se logeant dans l'ancien couvent des Minimes (Minories), « contrefaire », « grimacer », etc.,.
Ainsi, Roxana s'absorbe dans ce que Pascal appelle le « divertissement », car sa conscience commence à hanter son sommeil (hag-ridden sleep), et il prend la forme d'un matérialisme forcené, le patient et infatigable calcul de son argent, une forteresse d'or la protégeant de ses appréhensions, non pas signe du mercantilisme de Defoe, mais de l'essence métaphysique d'un conflit intérieur. Quoi qu'il en soit, Roxana n'échappera pas à son passé.

### Le châtiment

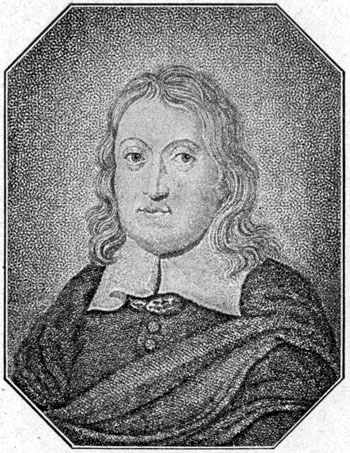
John Milton.

Comme le remarque M. E. Novak, l'intrigue de Roxana « tourne autour du déclin du personnage moral, déclin inversemenrt proportionnel à son succès matériel. Mais bien que l'accent soit mis sur l'endurcissement de sa conscience, le cours de sa carrière implique le déclin moral de la société tout entière »,,,.
Le châtiment est d'abord matériel et arrive par le passé, c'est-à-dire la postérité de Roxana qui craint pour ses bâtards, persuadée que le péché des ancêtres retombe sur leurs descendants, se comparant aussi à Caïn contraint à la fuite sans fin. Elle voit en la tempête qui s'abat sur Londres un signe des dieux, incarnée en une peste faite femme, sa propre fille Susan, qu'elle imagine douée d'un don surnaturel, une « furie vengeresse »,,. De fait, elle se retrouve ruinée et « ses biens mal acquis lui sont enlevés d'un coup ; et la voici qui tombe du pinacle de la grandeur aux abîmes de la pauvreté et de la misère »,,.
Ce n'est là qu'un prélude car le châtiment est avant tout psychologique, ce que Roxana qualifie elle-même de hell within (« l'enfer intérieur »), formule empruntée à John Milton. Il se manifeste d'abord par l'isolement, ce qui rapproche Roxana de Robinson, car les deux se retrouvent sur une île (isola), mais alors que Robinson en fait un instrument de sa régénération, Roxana n'y voit que frustration et matière à récrimination : personne à qui se confier, solitude accentuée par la présence de ses amis, Amy, la quakeresse, le marchand hollandais ; coupée du monde, la voici emprisonnée entre de hautes parois, comme murée en elle-même.
S'ajoute la peur, surtout celle d'être exposée pour ce qu'elle est, par son premier mari, mais il ne sait rien, par le juif, quelque peu éclairé, par Susan qui finit par élucider le mystère. Culpabilité, remords, doute complètent la panoplie. Le doute le plus cruellement ambigu concerne la mort de Susan, question ayant embarrassé les critiques : oui ou non, Amy a-t-elle mis son funeste plan à exécution ? Hume est convaincu que oui ; Watt pense que Defoe termine son roman sans apporter de réponse, ; Sutherland penche pour le doute : « Defoe ne précise jamais clairement que la jeune femme a été éliminée »,,.
Qu'en dit le texte ? Au fil des pages apparaissent dans la dernière section des mots ou des expressions comme make away, ce qui, contrairement à la traduction de Francis Ledoux dans l'édition de la Pléiade (p. 1604), ne signifie pas « percer à jour », mais « mettre à mort » ; fatal, once too much (« une fois de trop »). Puis Roxana annonce de nouvelles révélations ; cependant, lorsque le moment vient « d'entrer dans les détails » (enter into particulars), elle s'arrête et laisse au lecteur le soin de tirer ses propres conclusions, tout en affirmant sa conviction de la réalité du meurtre. Defoe a pris soin de ne fonder ce sentiment sur aucune preuve tangible : Amy reste bouche cousue et Roxana en conclut que son absence est significative de sa culpabilité,.

### Une conclusion qui ne conclut rien

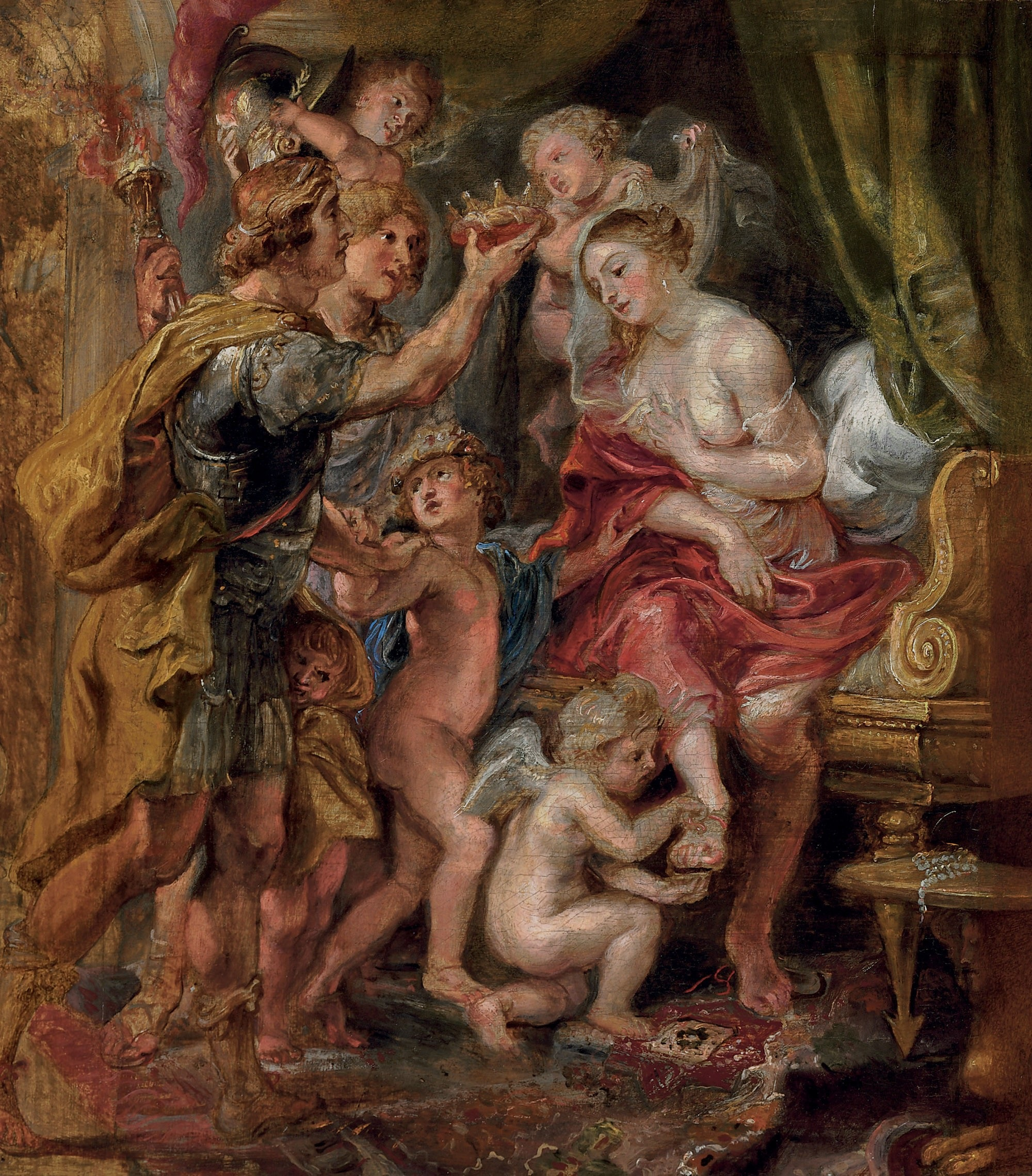
Alexandre et Roxana par Rubens.

Leslie Stephen en déduit que, :
« Roxana is left in terrible doubt, tormented by the opposing anxieties that her maid may have murdered her daughter, or that her daughter may have escaped and revealed the mother's true character. »
« Roxana est ainsi laissée dans le doute absolu, tourmentée par la double angoisse que sa bonne a peut-être tué sa fille et que sa fille a pu s'en réchapper et exposer au grand jour ce qu'est vraiment sa mère. »

#### Une liste de «pourquoi?»
Ainsi se termine le roman : le doute, l'angoisse, le tourment habitent l'héroïne et sans doute est-ce là son ultime châtiment pour avoir, contrairement à Moll Flanders, rejeté l'idéal de la vie domestique. Novak ne sait guère qu'en penser : d'abord, il écrit que Roxana devient une « pénitente dévote » (a religious penitent) ; puis il se rétracte, la déclarant « impénitente ». Quant à Robert D. Hume, il se demande si cette conclusion est un « fiasco ou un tour de force » et finit par prétendre que Roxana étant bien plus structuré que tous les autres romans de Defoe, ce dénouement est « artistiquement défendable ». Enfin, Mark Mzyk avance une solution innovante : Roxana, écrit-il, « perd tout simplement le contrôle de son récit, s'exprimant alors en phrases courtes, sans comparaisons ni métaphores, comme si elle avait oublié que c'est sa propre histoire qu'elle raconte »,.
Quoi qu'il en soit, dans Roxana, le cercle n'est pas bouclé : le lecteur est laissé avec une longue liste de « pourquoi ? » et, à la fin, il peut avoir l'impression que protagoniste et narratrice ne sont plus la même personne, le gouffre entre le « je » qui se dit meilleur et plus sage, et le « moi » ayant commis tant de forfaits restant béant. Point de réconciliation, mais de nouveaux rejets et d'autres aliénations ; point de paix, mais un regain d'alarme et de mélancolie.

#### L'échec des sentiments et de leur description
Telle est la thèse de John Mullan : « Defoe, écrit-il, fait échouer son « Heureuse Catin » non seulement dans ses sentiments, mais aussi dans la description du sentiment »,. Ses limites expressives se manifestent par son insistance à dire que ce qu'elle ressent est « inexprimable » ou « difficilement exprimable », etc. Mullan en conclut qu'une telle impuissance est typique d'une émotion devenue souvenir (remembered emotion), qu'il y a là l'un des effets les plus troublants du récit, la différence, inhérente à la forme autobiographique, entre la femme qui raconte et la femme qu'elle raconte. Ce n'est plus la même, son souvenir a vécu en elle et il a changé comme elle a changé ; ce dont elle parle n'est pas le reflet du passé, mais de sa vision actuelle du passé, et les mots pour le dire ne sont plus à la hauteur de l'expérience vécue.

#### Un cercle incomplet
Mullan voit dans ce décalage une des raisons expliquant la conclusion qu'il appelle « dérangeante » (unsettling). Dans tous les romans de Defoe à l'exception de Roxana, le récit explique comment le personnage principal est devenu la personne qui raconte l'histoire, comme le protagoniste pécheur s'est transformé en un pénitent qui s'assied et parle, puis prend la plume pour transcrire. Dans ce roman, le cercle n'est pas complet : nulle explication sur la dégradation d'une situation « prospère et, vue de l'extérieur, heureuse » qui a basculé dans « tout le contraire de ces heureux jours d'autrefois »,. Il est question d'une « explosion venue du Ciel » (A blast of Heaven) qui aurait enclenché le mécanisme de la réminiscence et de la prise de conscience, sans qu'il soit précisé quelles sont les véritables causes du malheur présent, et le gouffre demeure entre le « je » plus sage d'aujourd'hui et le maléfique « moi « d'hier. Au lieu des réconciliations habituelles chez Defoe, se rencontrent de nouvelles aliénations ; en place de la paix, naissent d'autres alarmes et abattements,.

#### L'aliénation de soi
C'est pourquoi les éditeurs du XVIIIe siècle ont éprouvé le besoin de rectifier cette sorte d'aliénation de soi qui est au cœur du texte, malaise perceptible jusque dans le titre du roman, d'abord intitulé « l'Heureuse Catin, en tant que Roxana » (The Fortunate Mistress, as Roxana). En fait, la narratrice s'appelle « Susan » et non Roxana », ce que lecteur apprend comme en passant, tard dans le roman, lorsqu'elle lui décrit comment elle a essayé de garder la trace de sa fille par l'intermédiaire d'Amy, son « gestionnaire » (Manager). Ce secret de la véritable identité, prénom et noms d'épouse, est habituel chez Defoe dont tous les narrateurs changent ou cachent leur nom, mais, ajoute Mullan, « dans aucun autre roman de Defoe, le fait d'imposer un nouveau nom n'est aussi dérangeant que dans Roxana »,.
Cette imposition est le fait de la protagoniste, ravie qu'après avoir refusé d'épouser le marchand hollandais avec lequel elle vit depuis plusieurs années, elle s'est établie dans l'élégant Pall Mall, s'est lancée dans le « monde » (the world), a dansé dans sa robe à la turque pour les messieurs qu'elle aime recevoir en ses beaux appartements » et invité le « monde » à deviner qui elle était : le « monde » a choisi « Roxana » qui a fait carrière jusqu'aux confins de la ville, et même à la Cour, où l'on levait son verre à la gloire de « Roxana ». « Roxana », c'est l'héroïne au passé, presque une chose, « une simple Roxana » (a mere Roxana), autrement dit, dans le théâtre en vogue depuis la fin du XVIIe siècle, la « putain », au mieux « la courtisane ».
Roxana projette sans cesse son récit dans le futur, « comme vous l'apprendrez », « tel qu'on le verra bientôt », etc., le texte regorgeant de « plus tard » (hereafters), témoins que la narratrice ne peut rien dire sans penser à ce qui va se passer. Chacun d'eux énonce le petit écart entre l'acte et sa conséquence, autant de signes, écrit Mullan, « nous ramenant à la conclusion, si perturbante, car par ces marques de prédiction et de pressentiment, nous voyons que l'histoire façonne constamment son propre récit »,. Comme les narrateurs des autres romans de Defoe, Roxana rappelle des rêves et des prédictions l'ayant surprise mais sans l'alarmer outre mesure. Partout ailleurs, cependant, les narrateurs de Defoe s'émerveillent, lorsque leur regard se porte en arrière, des voies de la Providence. Robinson Crusoe a appris à en reconnaître les manifestations. Dans Roxana, le regret a surclassé l'émerveillement : tel est prix ultime à payer pour cette vie de « fortune très variée ». Telle est la raison, écrit Mullan, qui rend l'histoire à la fois divertissante et comme frappée de froid, et il n'est pas à s'étonner que les éditeurs se soient acharnés à sauver le roman en le dotant d'un dénouement et « non de le laisser à son impitoyable fin »,.

## Adaptations

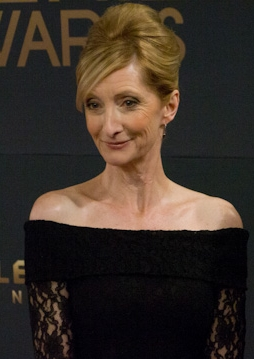
Sheila McCarthy, en 2012.

La seule adaptation autre que littéraire, car le roman a connu bien des tentatives de modifications et surtout des conclusions et des suites plus ou moins convaincantes, est le court-métrage Roxana de Moze Mossanen, sorti en 2006, transposé dans les années 1960, avec de la musique due à Alex Pauk et Alexina Louie, des chorégraphies, des costumes somptueux. Il commence dans le décor d'un night-club parisien à la fin des années 1950. Parmi les acteurs se trouvent Greta Hodgkinson, Rex Harrington, Christopher Body et Sheila McCarthy. Il a été diffusé par CBC et Bravo! en février 2007 et a gagné de nombreuses récompenses lors de divers festivals et reçu plusieurs nominations.

### Textes de référence
- (en) Daniel Defoe (introduction : Jane Jack), Roxana, éd Jane Jack, Londres, Oxford University Press, 1974, 352 p. (ISBN 0192810464)
- (en) Daniel Defoe et John Mullan (introduction : John Mulan), Roxana, Oxford, Oxford University Press, 2008, 356 p. (ISBN 978-0-19-953674-0)

### Traductions en français

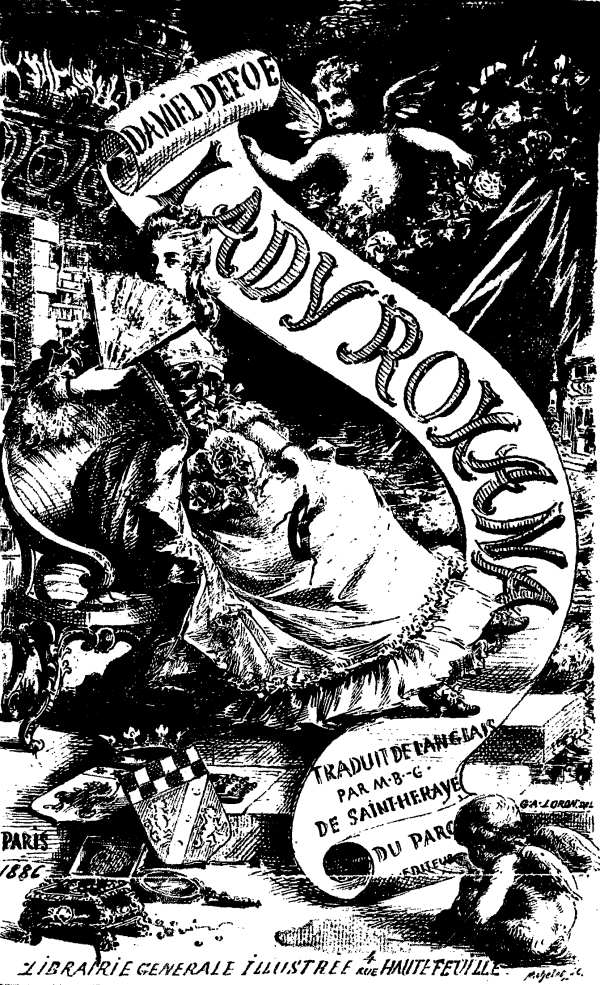
Couverture d'une traduction en français.

- Daniel Defoe (trad. B.-H.-G. de Saint-Heraye), Roxana ou l'Heureuse Maîtresse, Paris, Librairie générale illustrée, 1885
- Daniel Defoe (trad. Henriette de Sarbois), Lady Roxana ou l'Heureuse Catin, Paris, Robert Laffont, 1949, 378 p. (ISSN 0768-0015)(disponible sur Wikisource)
- Daniel Defoe (trad. Pétrus Borel, Francis Ledoux et Marcel Schwob, édition de Francis Ledoux), Roxana ou l'Heureuse Maîtresse, Paris, Gallimard, coll. « Pléiade », 1970, 1760 p. (ISBN 2070101630), comprenant Moll Flanders - Madame Veal - Mémoires d'un cavalier - Vie du capitaine Singleton - Histoire et vie du colonel Jacque - Lady Roxane.
- Daniel Defoe, Lady Roxana ou l'Heureuse Maîtresse, traduction de Bernard-Henri Gausseron, postface de François Rivière, Éditions Autrement, coll. « Littératures », 1999  (ISBN 2862604542)

### Ouvrages généraux
- (en) Margaret Drabble, Oxford Companion to English Literature, Londres, Guild Publishing, 1985, 1155 p.
- (en) Arnold Kettle, Introduction to the English Novel, New York, Northup Press, 2007, 204 p. (ISBN 1406719528)
- (en) Ian Watt, The Rise of the Novel: Studies in Defoe, Richardson and Fielding, Berkely, University of California Press, 1957
- (en) Frank W. Chandler, The Literature of Roguery, Hardmondsworth, Penguin edition, 1969
- (en) Ernest Baker, History of the English Novel, vol. III, Londres, H. F. & G. Witherby, 1924, 306 p.

### Ouvrages spécifiques
- (en) Pierre Tibi, Roxana, Perpignan, Université de Perpignan Via Domitia, 1984, 57 p.
- (en) Virginia Woolf, Collected Essays, vol. 1, Londres, 1919, « Defoe »
- Paul Dottin, Vie et aventures de Daniel Defoe, Paris, Presses Universitaires de France, 1919.
- (en) M. E. Novak, Defoe and the Nature of Man, Oxford, Oxford University Press, 1963.
- (en) George A. Starr, The Augustan Milieu, Oxford, Clarendon Press, 1970, « Sympathy v. Judgement in Roxana's 1st liaison ».
- (en) George A. Starr, Defoe and Casuistry, Princeton, N. J., Princeton University Press, 1971, 234 p. (ISBN 0691061920).
- (en) James Runcieman Sutherland, Daniel Defoe, A Critical Study, Harvard University Press, 1971, 259 p. (ISBN 978-0674190801).
- (en) Douglas A. Brooks, Number and Pattern in the 18th century Novel, Londres et Boston, Routledge & Kegan Paul, 1973 (ISBN 0710075987).
- (en) John J. Richetti, Defoe's Narratives, Oxford, Clarendon Press, 1975, viii + 244 (ISBN 0198120672).
- (en) Ralph E. Jenkins, Studies in the Novel vol. 2, no 2, Denton, University of Texas, été 1970, « The Structure of Roxana », p. 145-158.
- (en) M. E. Novak, Journal of English and Germanic Philology, vol.65, no 3, Champaign, Il., University of Illinois Press, 1966, « Crime and Punishment in Defoe's Roxana », p. 445-465.
- (en) George A. Starr, Defoe and Spiritual Autobiography, Princeton, Princeton University, 1965.
- (en) Ellen Pollak, The Cambridge Companion to Daniel Defoe, Cambridge, Cambridge University Press, 2008, « Gender and Fiction in Moll Flanders and Roxana », p. 139-157.
- (en) Virginia Ogden Birdsall, Defoe's Perpetual Seekers: A Study of the Major Fiction, Cranbury, N. J., Associated University Press, 1965.
- (en) Catherine Clark, The Whole Frame of Nature, Time and Providence, Basingstoke, Palgrave Macmillan, 2007.
- (en) Okey Goode, Linguistics and Literature Studies, Lewiston, Lewis-Clarke State College, 2013, « Language and Lying in Roxana, the Last of Defoe's ».
- (en) M. E. Novak, Realism, Myth, and History in Defoe's Fiction, Lincoln, University of Nebraska Press, 1983.
- (en) Gary Hentzi, Boundary 2, vol. 18, 1991, chap. 1 (« Holes in the Heart: Moll Flanders, Roxana and Agreeable Crime »), p. 174-200.
- (en) Malinda Snow, Studies in the Novel, vol. 13, Denton, University of North Texas, 1981, chap. 34 (« Arguments to the Self in Defoe's Roxana »), p. 523-536.

## Citations, notes et références

### Citations du texte original
1. ↑  « happy-go-lucky in his methods of composition ».
2. ↑  « I must beg my reader's indulgence, being the most unmethodical writer imaginable. It is true I lay down a scheme, but fancy it is so fertile I often start fresh hints, and cannot but pursue them ».
3. ↑  « that lazy bastard ».
4. ↑  « something above two years after meeting hIm ».
5. ↑  « my little digressions ».
6. ↑  « I must go back here ».
7. ↑  « But one particular thing intervened beside this ».
8. ↑  « I must now go back to another scene ».
9. ↑  « and went over to Holland; where I arrived as I have said ».
10. ↑  « sink [the past] out of all knowledge as well as out of memory ».
11. ↑  « I would die for you, if I were put to it ».
12. ↑  « I was to shun him, as we would shun a spectre ».
13. ↑  « now my only felicity was, if possible, never to see him and, alove all, to keep him from seeing me ».
14. ↑  « I scarce saw it four times in the firt four years of its life, and often wish'd it wou'd go quietly out of the world ».
15. ↑  « The relator […] dressed up the story […] of the lady whose words he speaks ».
16. ↑  « as if I was speaking of another-body ».
17. ↑  « My repentance seem'd to be only the consequence of my misery, as my misery was of my crime ».
18. ↑  « the vice, which I am now such a sorrowful penitent for being guilty […] ».
19. ↑  « How foolish and absurd to repeat the word Honour on so vile an occasion ».
20. ↑  « a rich widow from the East Indies ».
21. ↑  « a true-bred merchant is the best gentleman in the nation ».
22. ↑  « An estate's a pond, but trade's a spring ».
23. ↑  « scheme of frugalité ».
24. ↑  « the repentance which is brought about by the mere apprehensions of death wears off as those apprehensions wear off, and deathbed repentance, or storm repentance, which is much the same, is seldom true ».
25. ↑  « the work of the goodness of Heaven ».
26. ↑  « the strongest incentive to vice, a temptation, against which no virtue is powerful enough to stand out ».
27. ↑  « Men rob for bread, women whore for bread; necessity is the parent of crime ».
28. ↑  « Poverty […] is the sure bane of virtue ».
29. ↑  « prosperous wickedness ».
30. ↑  « Repentance […], Misery […], Crime ».
31. ↑  « as necessity first debauch'd me, and poverty made me a whore at the beginning; an excess of avarice for getting money, and excess of vanity, continued me in the crime, not being able to resist the flatteries of great persons ».
32. ↑  « how ill our passions guide us; and how dangerously we act, when we follow the dictates of an ambitious mind ».
33. ↑  « I received his kindness at the dear expense of body and soul, mortgaging faith, religion, conscience, and modesty for (as I may call it) a morsel of bread, or, if you will, ruined my soul from a principle of gratitude and gave myself up to the devil to show myself grateful to my benefactor ».
34. ↑  « lawful ».
35. ↑  « tranquillity, satisfaction, joy […] gay sort of retirement ».
36. ↑  « I felt no inclination to be a wife again ».
37. ↑  « the highest tide has its ebb ».
38. ↑  « like mistress, like maid ».
39. ↑  « stupide ans senseless ».
40. ↑  « what lethargic fumes doz'd the soul ».
41. ↑  « the liberty of a free woman ».
42. ↑  « put [herself] into some figure of life in which [she] might not be scandalous to [her] own family ».
43. ↑  « shift her being ».

### Citations originales des commentateurs
1. ↑  « merely a Moll Flanders in higher life ».
2. ↑  « as we would persons, however otherwise interesting, who may not be in character and manners, entirely fit for good society ».
3. ↑  « stand among the few English novels which we can call indisputably great ».
4. ↑  « intrigues and adulteries committed by persons of rank ».
5. ↑  « a string of separate anecdotes related to one person, but having no other connection with each other ».
6. ↑  « faulty Workmanship ».
7. ↑  « the incidents are huddled together like paving-stones discharged from a cart, and have as little connection between the one and the other ».
8. ↑  « Not till Godwin wrote Caleb Williams was there to be another story exciting the same emotional tension, the same sensations of mystery and suspense, distracted flight and relentless pursuit ».
9. ↑  « hot on the scent ».
10. ↑  « he could not justify Roxana's success but was too personally involved with her to record her fall ».
11. ↑  « bogus moral talk ».
12. ↑  « Whereas Moll underwent a genuine conversion […] Roxana hardened into a final impenitency, and was therefore irretrievably damned ».
13. ↑  « as a damned soul […] erring and unregenarate heroine, […] not ultimately reclaimed, […] consigned to the Devil ».
14. ↑  « Her conscience exists only in words […] is satisfied by speaking repentance and confessing guilt […] and pays for her sins with, literally, lingua franca ».
15. ↑  « Yet it is difficult to believe that Roxana's awareness of the characters of true repentance is not based on an actual experience of repentance and conversion ».
16. ↑  « less an artist than a literary tradesman ».
17. ↑  « God helps those who help themselves ».
18. ↑  « dexterous intriguing and manœuvering ».
19. ↑  « the Puritans saw the whole world, and every incident of their experience, as alive with secret indications of divine intervention or intention ».
20. ↑  « his impressions of whatever he chose to conceive are so vivid and literal, as almost to confound the distinction between reality and imagination ».
21. ↑  « not a story, but a History ».
22. ↑  « the country was alive with illegitimate children ».
23. ↑  « The only way of expressing emotion in the form of art is by finding an 'objective correlative'; in other words, a set of objects, a situation, a chain of events which shall be the formula of that particular emotion »
24. ↑  « names thus become untrsustworthy guides to the heroine's identity ».
25. ↑  « Like her various costumes, her different names make it impossible to determine what her native colours actually are ».
26. ↑  « revolves about the decline of Roxana's moral character, a decline that is contrasted with her worldly success. But although the focus of the novel is mainly on Roxana's hardening conscience, the course of her career implies the moral decline of the entire society ».
27. ↑  « a vindictive fury ».
28. ↑  « her ill-gotten gains are swept from her at a blow; and she descends from the pinnacle of greatness to the depths of poverty and disgrace ».
29. ↑  « Defoe ends the novel with the whole matter in the air ».
30. ↑  « Defoe never states quite clearly the the girl was in fact murdered ».
31. ↑  « simply loses all control of her narrative, using short sentences, no similes or metaphors, as though she had forgotten that it was her own story that she was recounting ».
32. ↑  « Defoe makes his 'Fortunate Mistress' fail not only in her feelings, but in her descriptions of feeling ».
33. ↑  « flourishing, and outwardly happy circumtances [are turned] to the very reverse of our former good days ».
34. ↑  « In none of Defoe's other novels, however, is the imposition of a new name as perturbing as it is in Roxana ».
35. ↑  « We are back with the disturbing ending of the novel, for, by these tags of prediction and foreboding, we are shown that the end of her 'History' constantly shapes its telling ».
36. ↑  « leave it to its pitiless end ».